# RCA (기업)
RCA 코퍼레이션(영어: RCA Corporation)은 1919년 미국 라디오 코퍼레이션(Radio Corporation of America)으로 설립된 미국의 주요 전자 회사였다. 이 회사는 처음에는 제너럴 일렉트릭(GE), 웨스팅하우스, 미국전화전신회사 및 유나이티드 프루트 컴퍼니가 소유한 특허 풀이었다. 1932년, RCA는 정부의 반독점 소송 합의의 일환으로 파트너들이 소유권을 포기해야 함에 따라 독립 회사가 되었다.
혁신적이고 진보적인 회사였던 RCA는 50년 이상 동안 미국의 지배적인 전자 및 통신 회사였다. 1920년대 초 RCA는 급성장하는 라디오 산업의 선두 주자로서 주요 라디오 수신기 제조업체였으며 최초의 슈퍼헤테로다인 수신기 세트의 독점 제조업체였다. 이 회사는 또한 최초의 전국적인 미국 라디오 네트워크인 내셔널 브로드캐스팅 컴퍼니(NBC)를 설립했다. RCA는 또한 흑백 및 특히 컬러 텔레비전의 도입 및 개발에 있어서 선구자였다. 회사 존재의 대부분 동안, RCA는 데이비드 사르노프의 리더십과 밀접하게 동일시되었다. 그는 회사 설립 시 총지배인이 되었고, 1930년부터 1965년까지 사장으로 재직했으며, 1969년 말까지 이사회 의장으로 활동했다.
1970년대 동안, RCA가 가전제품 및 통신의 개발 및 마케팅이라는 주요 초점을 넘어 다각화된 다국적 복합기업으로 확장하려는 시도에 따라 기술, 혁신 및 홈 엔터테인먼트 분야에서 미국을 선도하는 이름으로서 RCA의 난공불락처럼 보이던 위상은 약화되기 시작했다. 또한 RCA는 소니그룹, 필립스, 마쓰시타, 미쓰비시 그룹과 같은 국제 전자 회사들로부터 증가하는 국내 경쟁에 직면하기 시작했다. RCA는 메인프레임 컴퓨터 산업에서 막대한 재정적 손실을 입었으며, CED 비디오디스크 시스템을 포함한 다른 실패한 프로젝트도 있었다.
회사는 1980년대 중반에 회복되고 있었지만, RCA는 예전의 명성을 되찾지 못하고 1986년에 제너럴 일렉트릭에 다시 인수되었다. 이것은 GE의 잭 웰치 시대였고 웰치는 NBC와 정부 서비스만 남기고 RCA의 대부분의 자산을 매각하거나 청산하기 시작했다. 오늘날 RCA는 브랜드 이름으로만 존재한다. 다양한 RCA 상표는 현재 소니 뮤직 엔터테인먼트와 반티바가 소유하고 있으며, 이들은 다시 RCA 브랜드 이름과 상표를 복스 인터내셔널, 커티스 인터내셔널, AVC 멀티미디어, TCL 코퍼레이션 및 익스프레스 럭 인터내셔널 유한회사와 같은 여러 다른 회사에 다양한 제품에 대해 라이선스를 부여한다.

## 제너럴 일렉트릭에 의한 설립

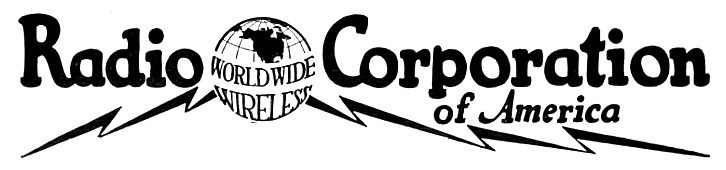
1921년 회사 로고는 국제 통신 분야에서의 리더십을 강조했다.

RCA는 마르코니 무선 전신 회사 아메리카(일반적으로 "아메리칸 마르코니"라고 불림)의 재편성으로 시작되었다. 1897년, 무선 전신 및 신호 회사 유한회사(Wireless Telegraph and Signal Company, Limited)가 런던에 설립되어 굴리엘모 마르코니의 라디오(당시 "무선 전신"으로 알려짐) 발명품을 홍보했다. 전 세계적인 확장 계획의 일환으로, 1899년 아메리칸 마르코니는 미국과 쿠바에서 마르코니 특허를 사용할 권리를 보유한 자회사로 조직되었다. 1912년에는 파산한 유나이티드 무선 전신 회사의 자산을 인수했으며, 그 시점부터 미국에서 지배적인 무선 통신 회사가 되었다.
1917년 4월 미국이 제1차 세계 대전에 참전하자 연방 정부는 대부분의 민간 라디오 방송국을 전쟁 노력에 사용하기 위해 통제했다. 정부는 전쟁이 끝나면 라디오 방송국의 민간 소유권을 회복할 계획이었지만, 많은 미국 해군 관리들은 전쟁이 끝난 후에도 무선 통신에 대한 독점권을 유지하기를 희망했다. 받은 지시와는 달리 해군은 많은 수의 라디오 방송국을 구매하기 시작했다. 전쟁이 끝났을 때 의회는 해군의 평시 라디오 산업 통제 노력을 거부하고 해군이 통제했던 방송국을 원래 소유자에게 반환하도록 지시했다.
국가 안보상의 이유로 해군은 아메리칸 마르코니의 주식 대부분이 외국인 소유였고, 영국이 이미 국제 해저 전신 케이블을 largely 통제하고 있었기 때문에 고출력 국제 방송국을 아메리칸 마르코니에 반환하는 것에 특히 우려를 표했다. 이러한 우려는 1918년 말 아메리칸 마르코니와 페더럴 텔레그래프 컴퍼니 간의 합작 투자로 범미주 무선 전신 및 전화 회사 설립 발표로 더욱 커졌다. 미국과 남미 간의 서비스를 구축할 계획이었다.

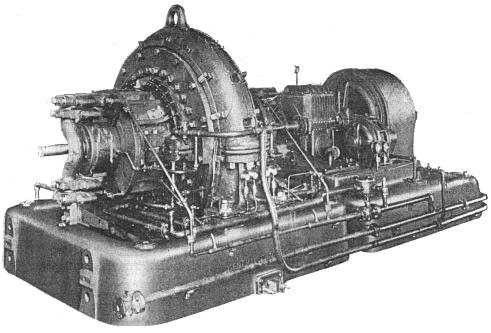
미국 해군 뉴브런즈윅, 뉴저지 주둔지에 설치된 알렉산더슨 200kW 전동 발전기 송신기

해군은 제너럴 일렉트릭(GE)이 제작한 고성능 알렉산더슨 발전기를 뉴저지주 뉴브런즈윅에 있는 아메리칸 마르코니 송신기 부지에 설치했다. 이는 마르코니 회사들이 전통적으로 사용하던 스파크 갭 송신기보다 대서양 횡단 전송에 훨씬 우수하다는 것이 입증되었다. 마르코니 관계자들은 알렉산더슨 발전기의 성능에 깊은 인상을 받아 국제 통신을 위한 표준 송신기로 채택할 준비를 시작했다. 제너럴 일렉트릭과 잠정적인 계획을 세웠는데, 2년 동안 마르코니 회사들이 GE 발전기 생산량의 대부분을 구매하는 것이었다. 그러나 미국 해군은 영국이 국제 무선 통신을 지배하고 국가 안보에 대한 우려를 제기할 것을 우려하여 이 계획에 반대했다.
미 해군은 우드로 윌슨 미국 대통령의 지지를 얻었다고 주장하며, "전미" 기업이 아메리칸 마르코니 자산을 인수하는 대안을 찾았다. 1919년 4월, 해군 장교인 H. G. 불라드 제독과 S. C. 후퍼 사령관은 GE 사장인 오웬 D. 영을 만나 마르코니 회사에 대한 발전기 판매를 보류해 줄 것을 요청했다. 이는 제너럴 일렉트릭에게 송신기를 구매할 구매자를 남기지 않게 되므로, 이 장교들은 GE가 아메리칸 마르코니를 인수하고 그 자산을 사용하여 자체 무선 통신 자회사를 설립할 것을 제안했다. 영은 이 제안에 동의했으며, 이는 1919년 11월 20일부로 아메리칸 마르코니를 미국 라디오 코퍼레이션으로 전환시켰다. 새로운 회사 설립 결정은 애국적인 행동으로 홍보되었다. 기업 임원은 미국 시민이어야 했으며, 회사 주식의 대다수는 미국 시민이 소유해야 했다.
설립 당시 RCA는 미국에서 가장 큰 무선 통신 회사였다. 전 아메리칸 마르코니 직원 대부분은 RCA에서 계속 근무했다. 오웬 영은 신설 회사의 이사회 의장이 되었다. 전 아메리칸 마르코니 부사장 겸 총지배인 E. J. 널리는 RCA의 초대 사장이 되었다. 널리의 뒤를 이어 제임스 G. 하보드 소장이 1922년부터 1930년 1월 3일까지 재직했으며, 그 후 하보드는 오웬 영을 대신하여 이사회 의장이 되었다. RCA의 창립 총지배인이었던 데이비드 사르노프는 같은 날 세 번째 사장이 되었다. RCA는 연방 정부와 긴밀히 협력했으며, 미국 무선 통신에서 지배적인 역할을 유지할 자격이 있다고 생각했다. 회사의 권고에 따라 윌슨 대통령은 불라드 해군 소장을 "주주 및 이사 회의에 참석하여 ... 정부의 견해와 이익을 비공식적으로 제시하고 논의할 수 있도록" 임명했다.
라디오 산업은 기술적 진보를 이루고 있었으며, 특히 진공관 기술 분야에서 그러했다. GE는 새로운 자회사가 완전히 경쟁력을 갖추기 전에 추가 특허에 접근해야 했다. 이 기간 동안 아메리칸 마르코니는 업계의 다른 회사들에게 꾸준히 뒤쳐지고 있었다. 두 회사는 협상에 들어갔고, 그 결과 그들 자신과 업계의 다른 여러 회사들 사이에 상호 이익이 되는 일련의 상호 라이선스 계약이 체결되었다. 1920년 7월 1일, 미국전화전신회사(AT&T)와 계약을 맺었으며, AT&T는 50만 주의 RCA 주식을 구매했지만 1923년 초에 이 주식을 처분할 것이었다. 유나이티드 프루트 컴퍼니는 소규모의 라디오 특허 포트폴리오를 보유하고 있었고, 1921년에 두 건의 계약을 체결했다. GE의 전통적인 전기 회사 경쟁사인 웨스팅하우스 일렉트릭 앤드 매뉴팩처링 코퍼레이션 또한 레지널드 페센든에게 원래 발행된 헤테로다인 수신 특허를 포함하여 일부 중요한 특허에 대한 권리를 구매했으며, 재생 회로 및 슈퍼헤테로다인 수신기 특허는 에드윈 하워드 암스트롱에게 발행되었다. 웨스팅하우스는 이 위치를 사용하여 1921년 7월 1일부터 유효한 상호 라이선스 계약을 협상했으며, 이 계약에는 RCA의 장비 구매의 40%를 웨스팅하우스에서 구매한다는 양보가 포함되었다. 이러한 거래 후에 GE는 RCA 주식의 30.1%, 웨스팅하우스는 20.6%, AT&T는 10.3%, 유나이티드 프루트는 4.1%를 소유했으며, 나머지 34.9%는 개인 주주가 소유했다.
1930년 RCA는 아직 건설되지 않은 록펠러 센터 단지의 랜드마크 마천루인 30 록펠러 플라자에 입주하기로 합의했으며, 이 건물은 1933년에 RCA 빌딩으로 알려지게 되었다(1988년에 GE 빌딩으로 이름이 바뀌었고, 현재 컴캐스트가 NBC를 인수한 후 컴캐스트 빌딩으로 알려져 있다). 이 임대는 거대한 프로젝트가 상업적으로 실행 가능한 벤처로 진행될 수 있도록 하는 데 중요했으며, 데이비드 록펠러는 RCA의 조치가 "프로젝트의 구원"에 기여했다고 언급했다.

## 라디오 개발

### 국제 및 해상 통신

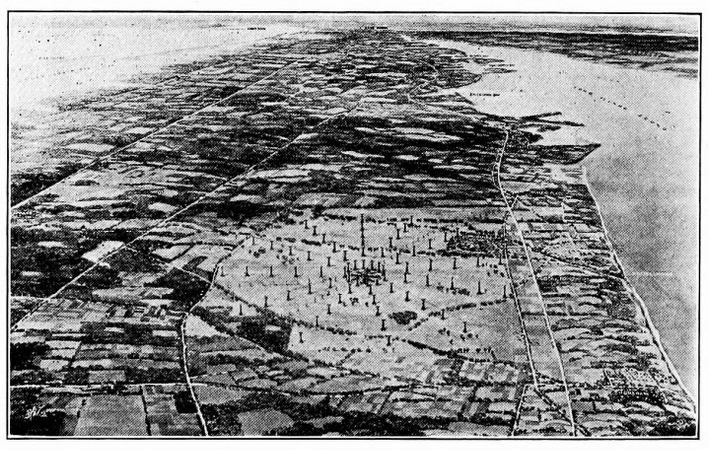
뉴욕 롱아일랜드 로키 포인트에 RCA 라디오 센터 시설이 완전히 지어졌을 때의 모습. 제안된 12개의 "안테나 스포크" 중 2개만 실제로 건설되었다.

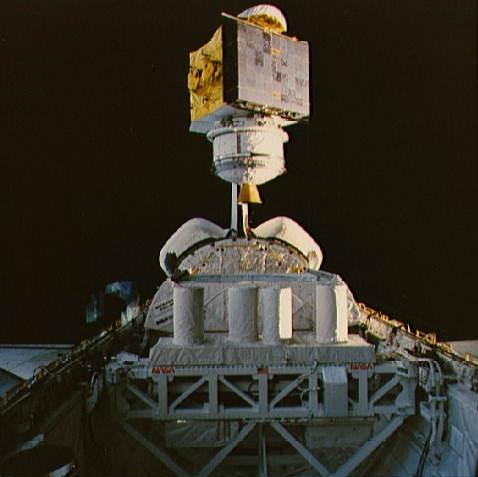
1986년 호에서 배치된 RCA 새트컴 K1 정지 궤도 통신 위성

RCA의 설립 당시 주요 사업 목표는 선박용 장비 및 서비스를 제공하고 기존 국제 해저 전신 케이블과 경쟁하는 "전 세계 무선" 통신을 제공하는 것이었다. 국제 서비스를 제공하기 위해 회사는 곧 뉴욕 롱아일랜드 로키 포인트에 "라디오 중앙" 통신 허브를 건설하는 대규모 프로젝트를 착수했다. 이 허브는 "단일 중앙 집중식 소스에서 전 세계 모든 지점으로 메시지를 전송하려는 통신 엔지니어의 비전 실현"을 목표로 설계되었다. 건설은 1920년 7월에 시작되었고, 1921년 11월 5일에 제안된 12개의 안테나 스포크 중 2개가 완성되고 2개의 200킬로와트 발전기가 설치된 후 부지가 헌정되었다. 첫 번째 송신은 17개국에서 응답을 받았다.
초기 설치는 계속 작동했지만, 라디오 신호 전파에 대한 주요 발견으로 인해 추가 안테나 스포크와 발전기 설치는 완료되지 않았다. 송신기 "하모닉스" – 방송국의 정상 전송 주파수보다 더 높은 주파수에서 생성되는 원치 않는 추가 라디오 신호 – 를 조사하던 중, 웨스팅하우스의 프랭크 콘래드는 예상치 못하게 일부 경우에 하모닉스가 주 신호보다 더 멀리 들릴 수 있음을 발견했다. 이는 이전에는 불가능하다고 여겨졌던 것으로, 지상파 도달 범위가 좋지 않은 고주파 단파 신호는 전송 범위가 매우 제한적이라고 생각되었다. 1924년, 콘래드는 사르노프에게 펜실베이니아주 이스트 피츠버그에 있는 저출력 단파 방송국이 안테나로 커튼 봉을 사용하는 간단한 수신기로 런던에서 쉽게 수신될 수 있으며, 이는 거대한 발전기 송신기의 성능을 훨씬 적은 비용으로 달성함을 시연했다. 1926년, 해럴드 H. 베버리지는 15미터 파장(약 20MHz)으로 전송된 단파 신호가 200킬로와트 발전기 전송보다 낮 동안 남미에서 더 쉽게 수신되었다고 추가 보고했다.
RCA의 설립으로 이어진 알렉산더슨 발전기는 이제 구식이 되었고, 국제 무선 통신은 주로 단파 대역에서 작동하는 진공관 송신기를 사용하여 이루어졌다. RCA는 자회사 RCA 커뮤니케이션즈 Inc., 그리고 나중에는 RCA 글로벌 커뮤니케이션즈 컴퍼니를 통해 계속해서 국제 통신 서비스를 제공할 것이다. 1975년, 이 회사는 RCA 아메리칸 커뮤니케이션즈를 설립하여 정지 궤도의 통신 위성인 새트컴(Satcom) 시리즈를 운영했다. 국제 단파 링크는 통신 위성, 특히 네트워크 라디오 및 텔레비전 프로그램 배포를 위해 크게 대체되었다.
RCA가 1919년에 설립될 당시, 중국과 미국 간의 모든 라디오 및 전신 통신은 공식 메시지를 포함하여 독일 라디오 또는 영국 케이블 링크를 통해 전송되었다. 미 해군은 RCA에게 중국과의 무선 연결에 대한 양여를 요청하도록 로비했지만, 회사는 이미 다른 양여들이 손실을 보고 운영되고 있었기 때문에 꺼려했다. 이 연결은 1928년에 운영을 시작했다. 마케이 라디오 앤 텔레그래프 컴퍼니 오브 캘리포니아는 1932년에 중국과 유사한 계약을 체결했다. RCA는 1928년 계약이 독점권을 부여했기 때문에 이는 채무불이행이라고 주장했다. 이 분쟁은 중재로 넘어갔고, 1935년에 라디오 코퍼레이션 오브 아메리카 대 중국 사건에서 내려진 결정은 이전 RCA 양여가 독점권을 부여하지 않았기 때문에 마케이 양여가 유효하다고 결론지었다.

### 방송

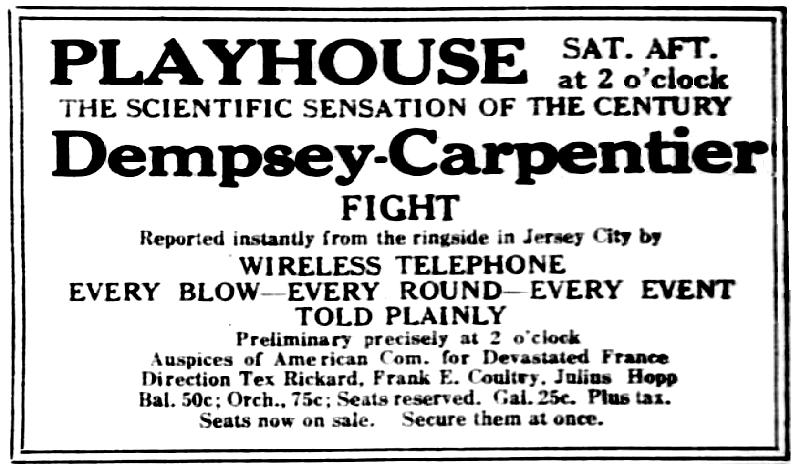
1921년 RCA의 임시 방송국인 WJY가 링사이드 해설을 방송하는 극장 관람을 홍보하는 광고

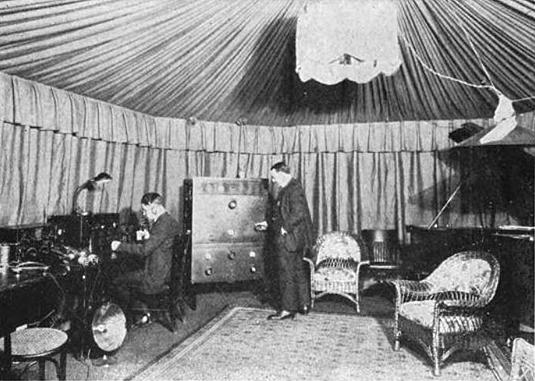
1922년 뉴저지 로젤 파크 공장에 위치한 RCA의 첫 방송국인 단명한 WDY의 스튜디오

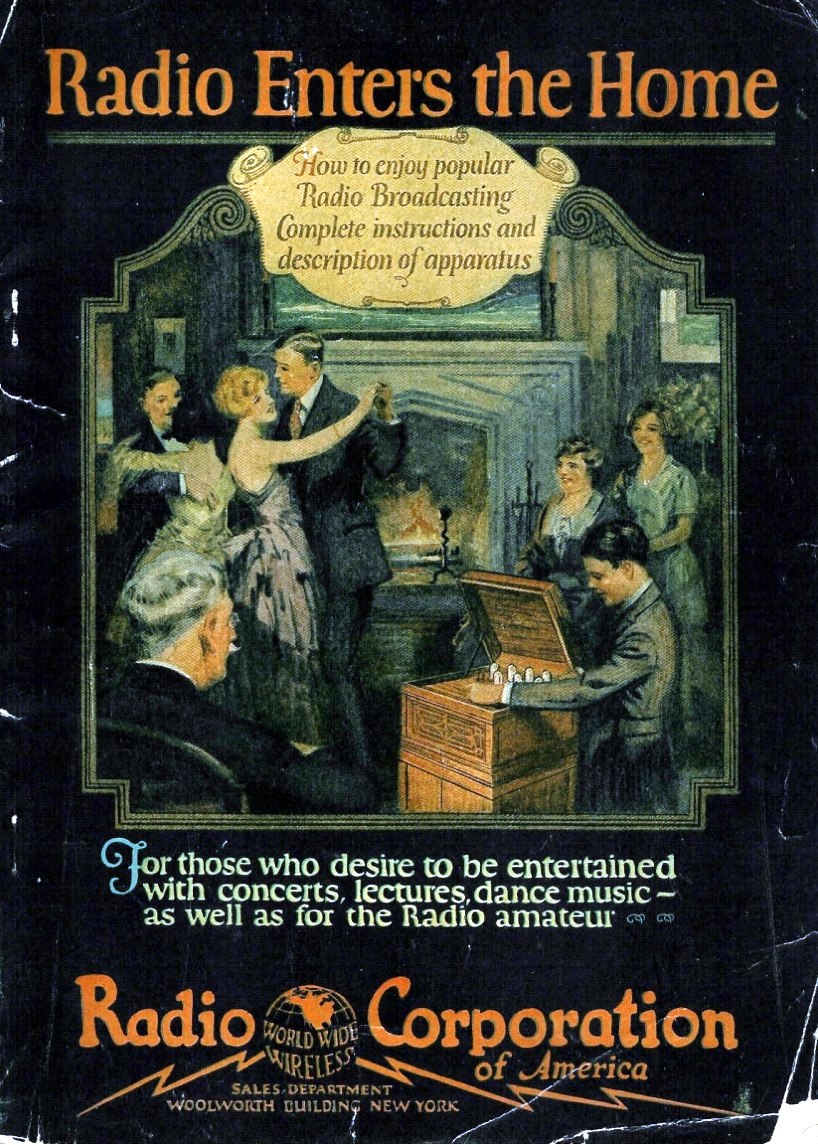
1922년 6월 1일 RCA의 장비 카탈로그 표지에는 새롭게 부상하는 가정용 시장이 소개되어 있다.

1920년대 초 조직화된 라디오 방송의 도입은 RCA의 사업 활동을 극적으로 재편하고 확장시켰다. 진공관 라디오 송신기의 개발은 오디오 전송을 실용화했는데, 이는 모스 부호의 단음과 장음만을 보낼 수 있었던 이전의 송신기들과 대조적이었다. 적어도 1916년부터 아메리칸 마르코니에 있을 때부터 데이비드 사르노프는 방송국 설립을 제안했지만, "라디오 뮤직 박스" 판매 아이디어를 홍보하는 그의 경영진에게 보낸 메모는 당시에는 진행되지 않았다.
소수의 방송국이 운영을 시작했고, 곧 혁신에 대한 관심이 전국으로 확산되었다. 1921년 여름, 매디슨 스퀘어 가든 직원이던 줄리어스 호프는 뉴저지주 저지 시티에서 열릴 1921년 7월 2일 뎀프시-카펜티어 헤비급 챔피언십 경기를 링사이드에서 방송하여 자선 기금을 모으는 계획을 고안했다. 호프는 극장과 홀을 청취 장소로 모집하여 자선 기부금으로 사용될 입장료를 징수했다. 그는 또한 RCA의 J. 앤드류 화이트(원래 아메리칸 마르코니가 설립하여 RCA가 인수한 내셔널 아마추어 무선 협회(NAWA)의 임시 회장)에게 연락했다. 화이트는 청취 장소에서 도움을 제공할 자원봉사를 위해 NAWA 회원을 모집하는 데 동의했으며, 데이비드 사르노프에게도 재정 및 기술 지원을 요청했다. RCA는 경기장과 가까운 호보켄에 임시 장파 라디오 방송국을 설치할 권한을 받았으며, WJY 호출 부호로 운영되었다. 방송을 위해 화이트와 사르노프는 링사이드에서 전화로 해설을 전달했고, 이는 타이핑되어 J. 오웬 스미스가 방송했다. 이 시연은 기술적으로 성공적이었으며, 북동부 전역에 걸쳐 30만 명의 청취자가 있었다고 주장되었다.
RCA는 방송 활동을 신속하게 확장했다. 1921년 가을, 뉴저지주 로젤 파크에 있는 회사 공장에 첫 번째 정규 방송국인 WDY를 설치했다. 1923년까지 RCA는 뉴욕시에 WJZ(현재 WABC)와 WJY, 그리고 워싱턴 D.C.에 WRC(현재 WTEM) 등 3개의 방송국을 운영했다. AT&T가 특허 상호 라이선스 계약을 해석하여 부과한 제한으로 인해 RCA 방송국은 상업 광고 없이 유지되어야 했으며, 이들은 라디오 장비 판매 수익으로 자금을 조달했다.

### 내셔널 브로드캐스팅 컴퍼니
1922년부터 AT&T는 라디오 방송에 적극적으로 참여하게 되었고, 곧 새로운 산업에서 가장 중요한 참여자가 되었다. 처음부터 AT&T의 정책은 프로그램의 상업적 후원을 통해 방송국에 자금을 조달하는 것이었다. 또한 회사는 뉴욕시 방송국 WEAF(현재 WFAN)를 중심으로 최초의 라디오 네트워크를 구축했으며, 장거리 전화선을 사용하여 방송국을 상호 연결했다. 이를 통해 여러 방송국이 동일한 프로그램을 방송하여 비용을 절감할 수 있었다.
RCA와 그 파트너들은 곧 경제적 위기에 직면했다. 프로그램 제공 비용이 장비 이익으로 충당할 수 있는 자금을 초과할 위험이 있었기 때문이다. 이 문제는 1926년 AT&T가 예기치 않게 라디오 방송 분야에서 철수하기로 결정하면서 해결되었다. RCA는 AT&T의 두 라디오 방송국인 WEAF와 워싱턴 D.C.의 WCAP뿐만 아니라 네트워크 운영도 100만 달러에 인수했다. 이러한 자산은 내셔널 브로드캐스팅 컴퍼니(NBC) 설립의 기반이 되었으며, 소유권은 1930년 RCA가 100% 소유권을 인수하기 전까지 RCA(50%), 제너럴 일렉트릭(30%), 웨스팅하우스(20%)로 나뉘었다. 이 인수는 상업 운영을 시작할 권리도 포함했다. NBC는 결국 전국적으로 확장된 두 개의 라디오 네트워크를 형성했다: 기함 방송국 WEAF를 기반으로 한 NBC-레드 네트워크와 WJZ를 중심으로 한 NBC-블루. NBC는 원래 경제적으로 겨우 손익분기점을 넘길 것으로 예상했지만, 곧 엄청난 수익을 올리게 되었고, 이는 1929년 후반에 시작된 대공황의 경제적 압력을 RCA가 극복하는 데 중요한 요인이 되었다.
NBC가 두 개의 전국 라디오 네트워크를 통제하는 것이 업계에 너무 많은 권력을 부여한다고 우려한 연방 통신 위원회(FCC)는 1941년에 업계 검토 보고서인 체인 방송 보고서를 발행했으며, 여기에는 NBC가 두 네트워크 중 하나를 매각하도록 강제하는 규칙이 포함되었다. 이 명령은 미국 대법원에 의해 지지되었고, 1943년 10월 12일 NBC-블루 네트워크는 사탕 거물 에드워드 J. 노블에게 800만 달러에 매각되었으며, "더 블루 네트워크 Inc."로 이름이 변경되었다. 1946년에는 이름이 아메리칸 브로드캐스팅 컴퍼니(ABC)로 변경되었다. "레드" 네트워크는 NBC 이름을 유지하고 1986년까지 RCA 소유로 남아 있었다.
20년 동안 NBC 라디오 네트워크의 스타들은 주요 경쟁사인 컬럼비아 브로드캐스팅 시스템(CBS)의 시청률을 꾸준히 능가했다. 그러나 1948년 라디오에서 텔레비전으로의 전환이 시작되면서 NBC의 리더십은 CBS의 사장인 윌리엄 S. 팔리의 이름을 따서 "팔리 습격"으로 알려진 일로 인해 공격받았다. 제2차 세계 대전 후 연간 소득 7만 달러 이상에 대한 세율은 77%였던 반면, 자본 이득은 25%로 과세되었다. 팔리는 개인 연예인들이 법인을 설립하여 소득에 대해 훨씬 낮은 세율로 과세될 수 있도록 회계 기법을 고안했다. NBC가 비슷한 패키지로 대응하는 대신, 사르노프는 이러한 회계 방식이 법적으로나 윤리적으로 잘못되었다고 판단했다. NBC의 연예인들은 동의하지 않았고, 아모스 앤 앤디, 잭 베니, 레드 스켈턴, 에드가 버겐, 번스 앤 알렌, 에드 윈, 프레드 워링, 알 졸슨, 그라우초 막스, 프랭크 시나트라를 포함한 대부분의 최고 스타들은 NBC에서 CBS로 이적했다. 결과적으로 CBS는 1949년에 상위 20개 프로그램 중 16개를 보유했다고 자랑했다. 그 결과는 텔레비전으로 이어져 CBS는 수십 년 동안 새로 얻은 지배력을 유지했다. 팔리는 개인적으로 연예인들을 유혹하기 위해 노력했지만, 사르노프는 연예인들의 이탈에 대해 무관심을 표명하며 연례 회의에서 "수년간 견고한 서비스를 기반으로 구축된 리더십은 몇몇 비싼 코미디언을 사들여 하룻밤 사이에 빼앗길 수 없다. 리더십은 웃을 일이 아니다"라고 말했다.

### 라디오 수신기
RCA는 설립 후 가정용 빌더가 사용하는 웨스팅하우스 및 GE 브랜드 수신기 및 부품의 소규모 라인에 대한 판매 대리인 역할을 했으며, 원래는 제한된 아마추어 무선 애호가 시장을 위한 것이었다. 1922년까지 방송의 부상은 일반 대중의 라디오 장비 수요를 극적으로 증가시켰고, 이러한 발전은 1922년 6월 1일 RCA 카탈로그의 제목인 "라디오가 가정에 들어오다"에 반영되었다. RCA는 "라디오라"라는 이름으로 수신기를 판매하기 시작했으며, 두 회사 간에 60%–40%의 생산 비율을 할당한 생산 계약에 따라 GE와 웨스팅하우스가 생산한 장비를 마케팅했다. 특허 상호 라이선스 계약이 참가자들에게 장비 판매 지배력을 부여하기 위한 것이었지만, 시장의 엄청난 성장은 치열한 경쟁으로 이어졌고, 1925년 RCA는 수신기 판매에서 앳워터 켄트에 뒤쳐졌다. RCA는 GE/웨스팅하우스 생산 할당량 내에서 판매를 조정해야 했기 때문에 특히 제약을 받았고, 종종 산업 동향을 따라가는 데 어려움을 겪었다. 그러나 1924년 초 RCA는 최초의 슈퍼헤테로다인 수신기를 판매하기 시작하면서 핵심적인 발전을 이루었으며, 이 수신기의 높은 성능은 브랜드의 명성과 인기를 높였다. RCA는 1930년까지 슈퍼헤테로다인 라디오 세트의 독점 제조업체였다. 모든 RCA 수신기는 1927년 후반에 플러그인 AC 세트가 도입될 때까지 배터리 전원이었다.

## 진공관

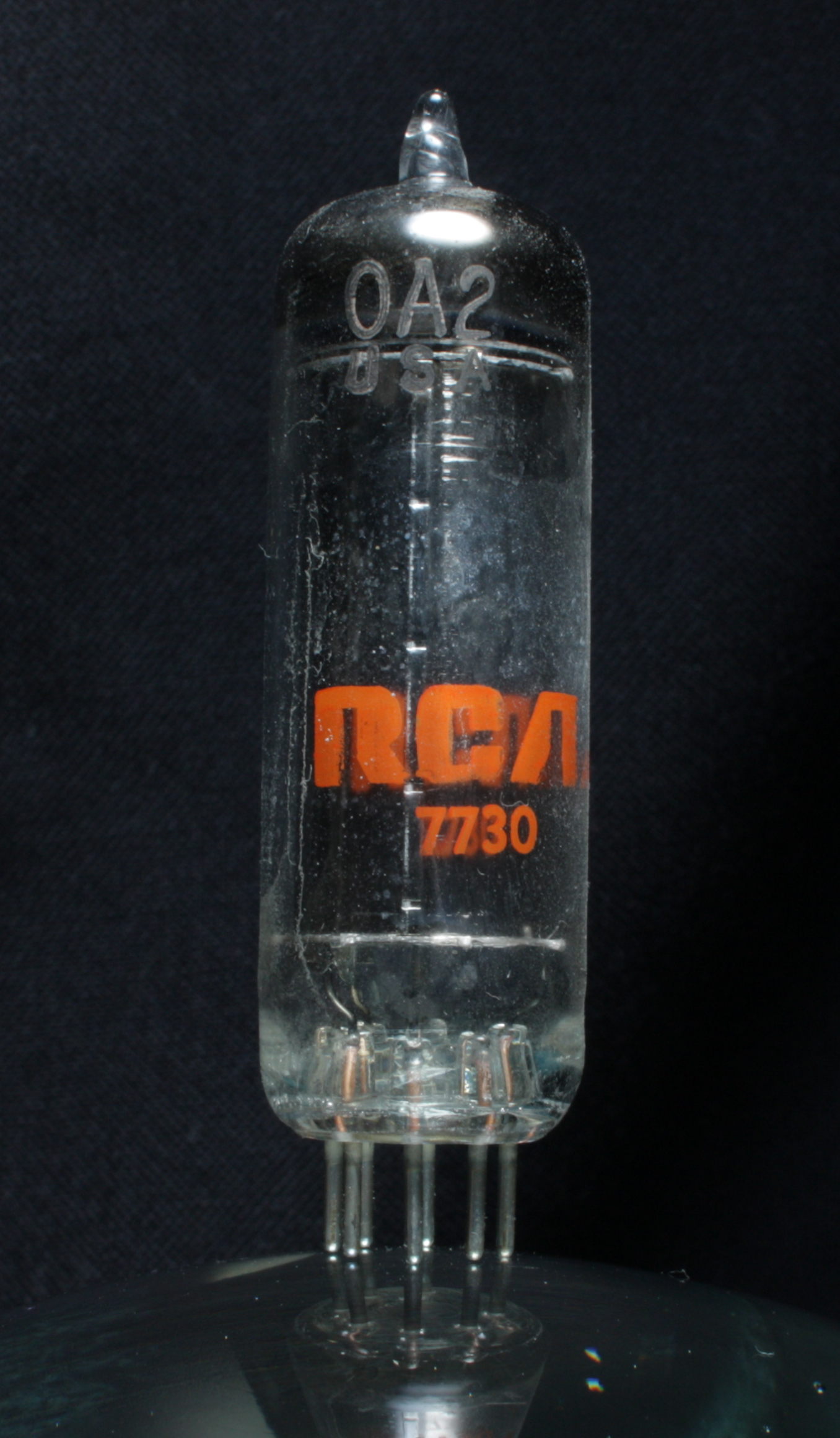
RCA 전압 조정 진공관

RCA는 미국에서 라디오트론(Radiotron)이라는 브랜드로 생산되는 진공관의 주요 생산자로서 아메리칸 마르코니의 지위를 계승했다. 특히 방송의 등장 이후, 진공관은 회사에 주요 수익원이었다. RCA의 강력한 특허 지위는 회사가 미국에서 진공관 판매 가격을 효과적으로 설정할 수 있음을 의미했는데, 이는 리 디포리스트가 핵심 특허를 만료되게 허용한 유럽보다 상당히 높은 가격이었다.
회사는 1942년 9월 미국 해군을 위한 마담 X라는 비밀 프로젝트를 시작했다. 인디애나주 블루밍턴 공장은 마담 X 진공관을 생산하는 최초의 RCA 공장 5곳 중 하나였는데, 이 진공관에는 직접적인 타격에 의존하는 대신 목표물 범위 내에 있을 때 페이로드를 전자적으로 폭파시키는 데 사용되는 근접 신관이 포함되어 있었다. 전 해군 장관 제임스 V. 포레스타는 "근접 신관은 일본으로 가는 길을 닦는 데 도움이 되었다. 이 기발한 장치가 함대 수상함에 제공한 보호가 없었다면, 우리의 서진은 그렇게 빠를 수 없었을 것이며 인명과 선박 손실은 헤아릴 수 없이 더 컸을 것이다."라고 말했다.
RCA는 제2차 세계 대전 이전에 제너럴 일렉트릭과 공동 개발한 8핀 베이스 금속 튜브부터 뉴 비스타(New Vista) 시리즈 텔레비전 수신기의 튜너에 사용된 크게 소형화된 누비스터 튜브에 이르기까지 일련의 혁신적인 제품을 만드는 데 기여했다. 누비스터는 제너럴 일렉트릭의 콤팩트론과 함께 마지막 주요 진공관 혁신이었으며, 새로 도입된 트랜지스터와 경쟁하기 위한 것이었다. 1975년까지 RCA는 브라운관(CRT) 자체를 제외하고 텔레비전 세트에서 진공관에서 솔리드 스테이트 장치로 완전히 전환했다.

## 축음기와 음반
1920년대 초 라디오 방송의 급속한 발전은 가정에 무제한의 무료 엔터테인먼트를 제공하여 미국 음반 산업에 해로운 영향을 미쳤다. 캠던 (뉴저지주)에 위치한 빅터 토킹 머신 컴퍼니는 당시 세계 최대의 음반 및 축음기 제조업체였으며, 인기 있는 "빅트롤라" 라인을 포함하고 있었다. 1929년 1월, RCA는 빅터 토킹 머신 컴퍼니를 인수했다. 이 인수는 미국 라디오 코퍼레이션의 RCA 빅터 사업부로 알려지게 되었으며, 1927년에 설립된 빅터의 일본 자회사인 일본 빅터(JVC)의 소유권과 영국의 그라모폰 컴퍼니(나중에 EMI 레코드가 됨)의 지배 지분을 포함했다.
RCA가 빅터사를 인수한 것은 북미 전역에 걸쳐 상징적인 니퍼/"히즈 마스터 보이스" 상표에 대한 권리를 포함했다. RCA 빅터는 라디오 수신기-축음기 결합 제품을 대중화했으며, RCA 포토폰이라는 영화 필름 사운드 시스템도 만들었다. 이는 윌리엄 폭스의 필름 사운드 무비톤 사운드 시스템과 워너 브라더스의 디스크 사운드 바이타폰과 경쟁했다. RCA와 빅터 간의 합병 초기 발표는 두 회사가 동등한 조건으로 합작 회사를 설립한다고 강조했지만, RCA는 처음에는 음반 사업에 거의 관심이 없었다. RCA의 경영진은 본질적으로 빅터의 광범위한 공인 유통업체 및 딜러 네트워크를 통한 우수한 판매 능력과 캠던 (뉴저지주)에 있는 광범위하고 효율적인 제조 시설에 관심이 있었다. 빅터 인수한 직후 RCA는 빅터의 캠던 조립 라인에서 라디오 세트 및 부품 제조를 계획하기 시작했으며, 빅트롤라와 음반 생산은 점차 줄였다.
주식 시장 붕괴 (1929년)와 그 이후의 대공황 이후, 미국의 음반 산업 전체가 거의 파산 직전까지 갔다. 1930년대 초 음반 사업의 최저점 동안, 축음기와 음반의 생산은 거의 중단되었다. 기존의 오래된 축음기는 이제 구식이 되어 대부분 다락방이나 지하실로 치워졌다. RCA 빅터는 1930년에 최초의 완전 전기식 빅트롤라를 판매하기 시작했고, 1931년에는 331⁄3 분당 회전수(rpm) 장시간 재생 음반을 도입하여 음반 판매를 활성화하려고 시도했다. 그러나 이는 대공황 동안 상업적으로 실패했는데, 부분적으로는 재생에 필요한 두 속도 턴테이블이 있는 빅트롤라가 엄청나게 비쌌기 때문이었고, 또한 새로운 음반의 오디오 성능이 일반적으로 좋지 않았기 때문이었다. 새로운 포맷은 기존의 78rpm 음반과 동일한 홈 크기를 사용했으며, 허용 가능한 느린 속도 성능을 달성하려면 나중에 마이크로그루브 시스템의 더 작은 반경 바늘이 필요했다. 또한 새로운 장시간 재생 음반은 당시 사용되던 무거운 톤암 아래에서 빠르게 마모되는 유연한 비닐 기반 재료인 "빅트롤락"으로 압착되었다.
1934년, 장시간 재생 음반의 실패 이후, RCA 빅터는 라디오 세트에 연결하도록 설계된 저렴하고 작고 기본적인 전기 턴테이블인 듀오 주니어(Duo Jr.)를 출시했다. 듀오 주니어는 원가로 판매되었지만, 일정 수의 빅터 음반 구매 시 거의 무료로 제공되었다. 듀오 주니어의 최저 가격과 미국의 점진적인 경기 회복은 축음기에 대한 전국적인 무관심을 극복하는 데 도움이 되었고, 음반 판매는 점차 회복되기 시작했다. 1935년경, RCA는 존 바쏘스가 디자인한 현대적인 RCA 빅터 M 스페셜(RCA Victor M Special)이라는 광택 알루미늄 휴대용 레코드 플레이어를 출시했으며, 이는 1930년대 미국 산업 디자인의 상징이 되었다. 1949년, RCA 빅터는 컬럼비아 레코드가 1948년에 성공적으로 도입한 마이크로그루브 331⁄3rpm "LP" 형식에 대한 응답으로 첫 45rpm "싱글" 음반을 출시했다. RCA 빅터가 1950년에 컬럼비아의 331⁄3rpm LP 음반을 채택하면서, 컬럼비아는 RCA 빅터의 45rpm 음반을 채택했다.

## 영화
RCA는 영화 산업에도 투자했지만 실적이 좋지 않았다. 1928년 4월, RCA를 포함한 여러 회사 그룹이 음성 영화 기술 개발을 위해 RCA 포토폰(Photophone), Inc.를 조직했다. 1927년 가을, RCA는 필름 부킹 오피스(FBO)의 주식을 매입했으며, 1928년 10월 25일 조지프 P. 케네디의 도움을 받아 FBO를 영화 극장을 보유한 회사인 키스-앨비-오르페움 코퍼레이션(KAO)과 합병하여 라디오-키스-오르페움 코퍼레이션(RKO) 스튜디오를 설립했다. RKO가 지분을 가지고 있던 극장들은 RCA 포토폰 사운드 시스템의 잠재적 시장을 제공했다. RKO 주식에 대한 RCA의 소유권은 1930년 약 4분의 1에서 1932년 약 61%로 확대되었다. RKO는 심각한 재정 문제에 직면하여 1933년 초부터 1940년까지 파산 절차를 겪었다. RCA는 기본적인 운영 자금을 마련하기 위해 스튜디오의 보유 자산을 매각했다.

## 제너럴 일렉트릭과의 분리
RCA, GE, 웨스팅하우스 간의 상호 라이선스 계약이 사실상 불법 독점을 형성했다는 업계의 불만이 수년간 지속된 후, 미국 법무부는 1930년 5월 세 회사를 상대로 반독점 소송을 제기했다. 많은 협상 끝에 1932년 법무부는 상호 라이선스 계약으로 설정된 제한을 해제하고 RCA가 완전히 독립적인 회사가 되도록 하는 동의 협정을 수락했다. 그 결과 GE와 웨스팅하우스는 RCA에 대한 소유권을 포기했고, RCA는 공장을 유지할 수 있게 되었다. RCA가 자리를 잡을 기회를 주기 위해 GE와 웨스팅하우스는 향후 2년 반 동안 라디오 사업에서 경쟁하지 않도록 요구되었다.

## 텔레비전

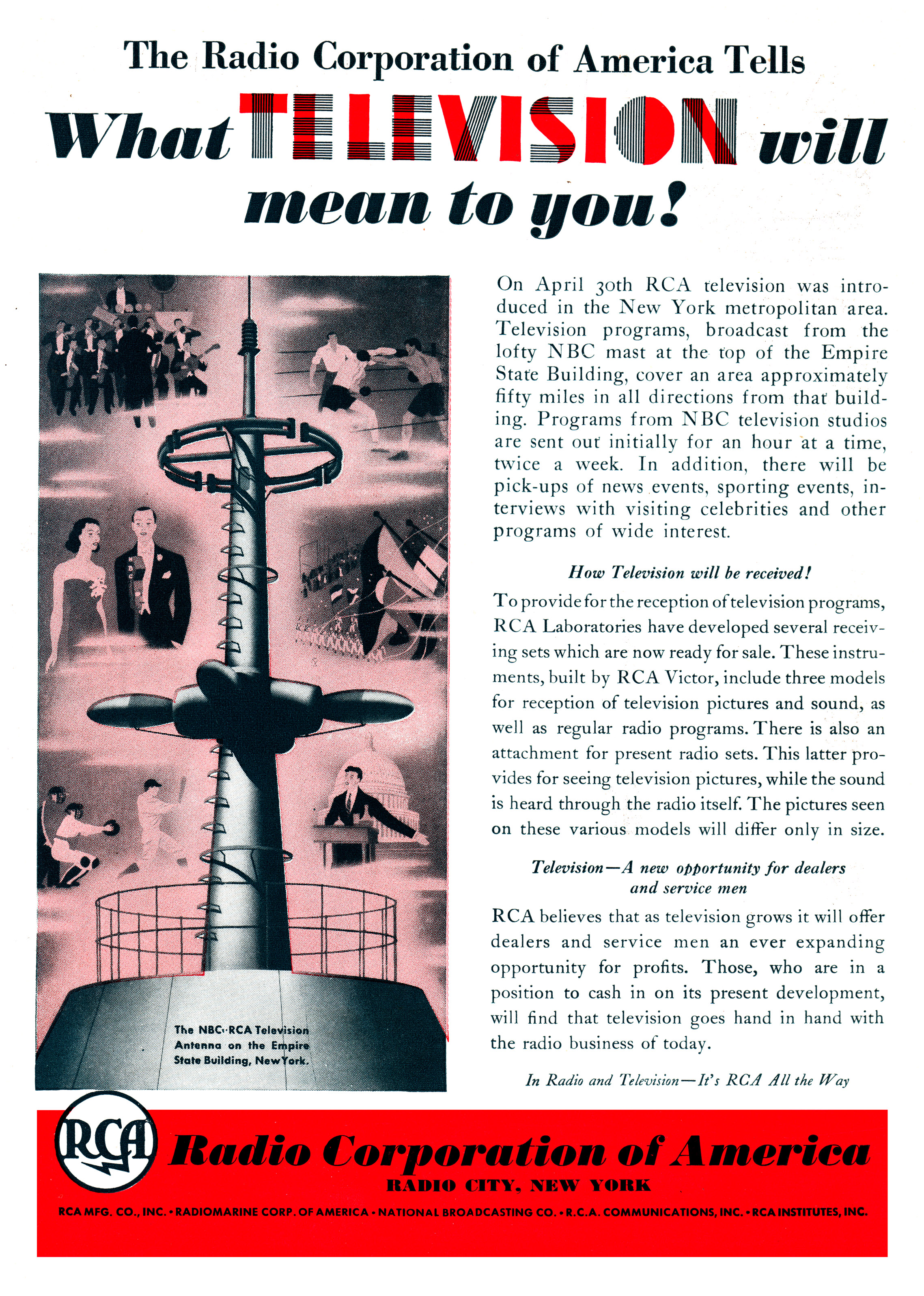
1939년 4월 RCA-NBC가 뉴욕시 W2XBS(오늘날 WNBC/4의 전신) 방송국을 통해 "일주일에 두 번, 한 시간씩" 정규 실험 텔레비전 방송을 시작함을 알리는 RCA 광고.

RCA는 1929년 초에 블라디미르 K. 즈보리킨이 사르노프에게 그의 프로토타입 시스템의 상업용 버전을 10만 달러에 비교적 짧은 시간에 생산할 수 있다고 지나치게 낙관적으로 설득한 후 텔레비전 개발을 시작했다. 실제로 수년간의 추가 연구와 수백만 달러를 투입한 후, RCA는 1939년 세계 박람회에서 완전 전자식 흑백 텔레비전 시스템을 시연했다. RCA는 1939년 4월 30일부터 새로운 엠파이어 스테이트 빌딩 꼭대기에 있는 송신기에서 W2XBS, 채널 1(오늘날의 WNBC 채널 4로 발전) 방송국을 통해 NBC 스튜디오에서 뉴욕 대도시 지역으로 정규 실험 텔레비전 방송을 시작했다. 이 무렵 RCA는 TRK-5 및 TRK-9를 포함한 첫 번째 텔레비전 세트 모델을 뉴욕의 여러 상점에서 판매하기 시작했다. 그러나 FCC는 기술 표준이 아직 확정되지 않았기 때문에 상업 텔레비전 운영의 시작을 승인하지 않았다. RCA의 방송이 RCA의 현재 기술을 채택하도록 강요하기 위해 시장에 세트를 넘치게 하려는 시도라고 우려하여 FCC는 방송을 제한하기 위해 개입했다.
내셔널 텔레비전 시스템 위원회(NTSC)에서 권고하는 표준이 채택된 후, FCC는 1941년 7월 1일부터 상업 텔레비전 방송을 승인했다. 몇 달 후 미국의 제2차 세계 대전 참전으로 인해 배치는 크게 지연되었지만, RCA는 1945년 전쟁이 끝난 직후 텔레비전 수신기 판매를 재개했다.
1950년, FCC는 CBS가 추진했던 컬러 텔레비전 표준을 채택했지만, 이 노력은 곧 실패했는데, 주로 컬러 방송이 기존 흑백 TV로 수신될 수 없었기 때문이었다. 대대적인 연구 추진의 결과로 RCA 엔지니어들은 인터레이스 스캐닝을 통해 컬러와 흑백 이미지를 동시에 방송하는 "호환" 컬러 전송 방식을 개발했으며, 이는 컬러 TV와 기존 흑백 TV 모두에서 수신할 수 있었다. 1953년, RCA의 완전 전자식 컬러 텔레비전 기술은 미국 표준으로 채택되었다. 당시 사르노프는 1956년에 연간 컬러 텔레비전 판매가 178만 대에 달할 것이라고 예측했지만, 수신기는 비싸고 조정하기 어려웠으며, 초기에는 컬러 프로그램이 부족하여 판매가 부진했고 실제 1956년 총 판매량은 12만 대에 불과했다. RCA가 NBC를 소유하고 있었던 것은 큰 이점이 되었는데, NBC 네트워크는 컬러 프로그램 제공을 홍보하도록 지시받았다. 그럼에도 불구하고, 1968년이 되어서야 미국에서 컬러 텔레비전 판매가 흑백 TV 판매를 넘어섰다.
컬러 텔레비전을 개발한 RCA 엔지니어들의 기술적 역량을 칭찬하면서도, 데이비드 사르노프는 CBS 사장 윌리엄 팔리와는 현저히 대조적으로 인기 있는 텔레비전 프로그램을 싫어하는 마음을 숨기지 않았다. 그의 공인된 전기는 "아직까지 그가 상위 10위권 이내의 인기 프로그램 중 하나와 소통하는 것을 본 사람은 아무도 없다"며 "인기 프로그램들은 솔직히 말해서 그에게 거의 매력이 없다"고 자랑하기도 했다.
RCA 프로페셔널 비디오 카메라와 스튜디오 장비, 특히 TK-40/41 시리즈는 많은 미국 텔레비전 네트워크 계열사에서 표준 장비가 되었으며, RCA CT-100 (딜러에게는 "RCA 메릴") 텔레비전 세트가 대중에게 컬러 텔레비전을 소개했다.

## 다각화

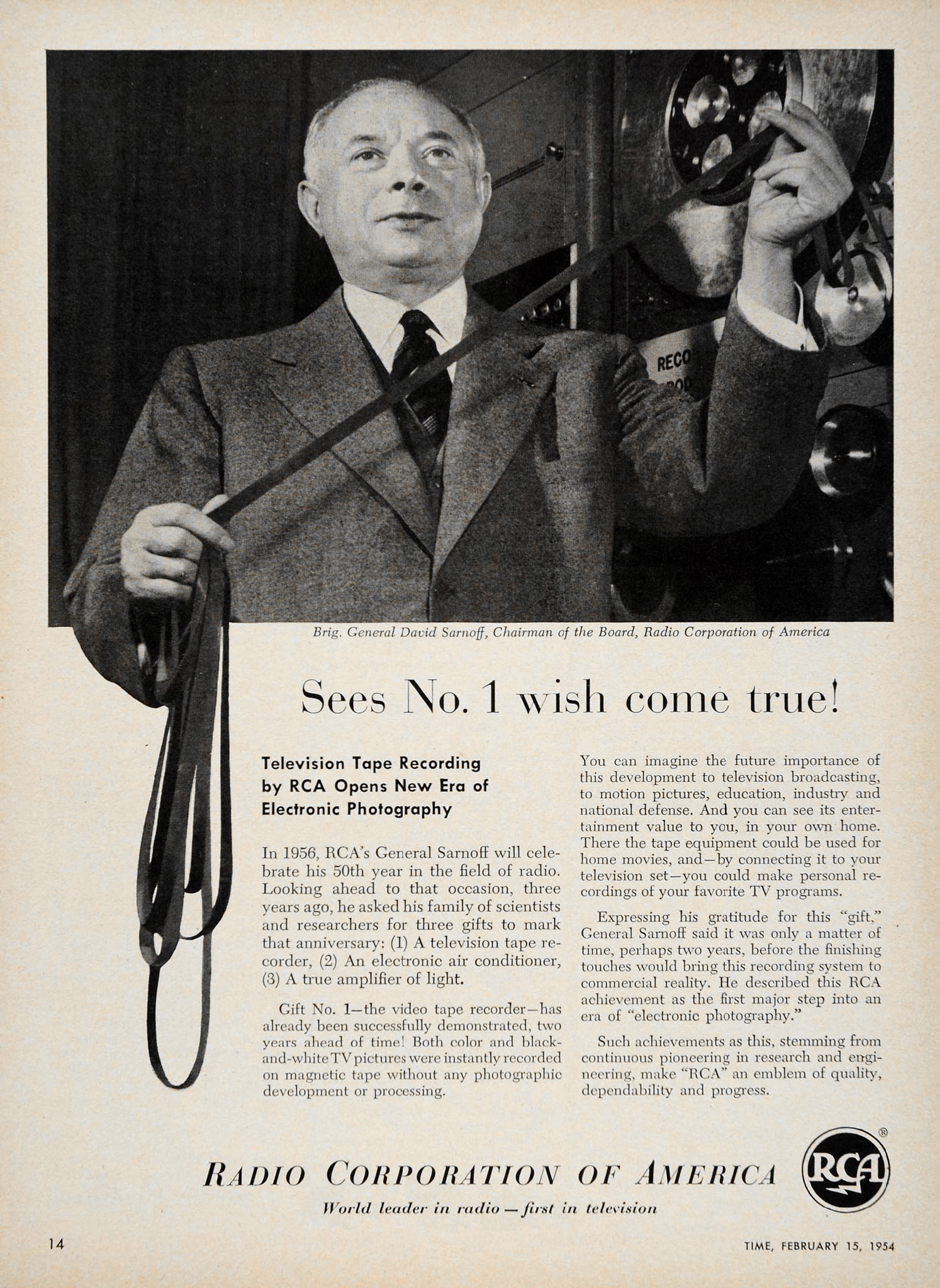
1954년 최초의 RCA 비디오테이프 레코더와 함께 있는 데이비드 사르노프

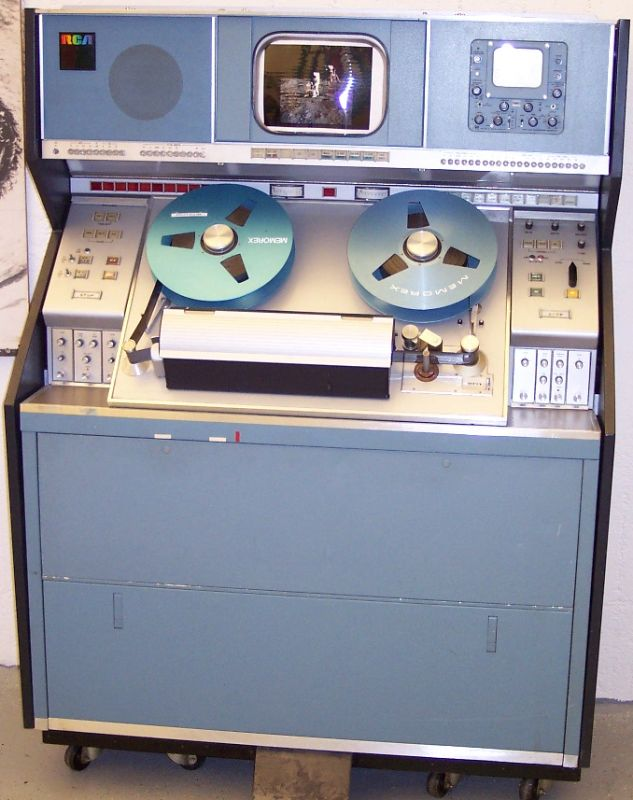
1960년대 후반부터 1980년대 초반까지 방송 스튜디오에서 사용된 RCA 텔레비전 쿼드 헤드 2인치 컬러 레코더-재생기

1941년, 미국이 제2차 세계 대전에 참전하기 직전, 프린스턴 (뉴저지주)에 RCA 연구소라는 연구 개발 시설의 초석이 놓였다. 수년 동안 엘머 엥스트롬이 이끌었던 이 연구소는 컬러 텔레비전, 전자현미경, CMOS 기반 기술, 이종접합 물리학, 광전자 발광 장치, 액정 디스플레이(LCD), 비디오카세트 레코더, 직접 방송 텔레비전, 직접 방송 위성 시스템 및 고선명 텔레비전을 포함한 많은 혁신을 개발하는 데 사용되었다.
1941년 12월 미국이 전쟁에 참전한 직후 RCA 공장들은 전쟁 생산으로 전환되었다. 제2차 세계 대전 동안 RCA는 전쟁 노력을 지원하는 레이더 및 라디오 개발에 참여했으며, 전시 군사 생산 계약 가치에서 미국 기업 중 43위를 차지했다. 그러한 계약 중 하나는 RCA 음향 과학자 어빙 울프가 개발한 기술을 사용하여 USS 텍사스 전함에 400MHz 펄스 레이더 세트를 장착하는 것이었다. 전쟁 중과 전쟁 후, RCA는 국방, 우주 탐사 및 기타 활동을 위한 여러 새로운 부서를 설립했다. RCA 서비스 코퍼레이션은 원거리 조기 경보(DEW) 라인에 대규모 직원을 제공했다. RCA 부대들은 생산 우수성으로 육해군 "E" 상 5개를 수상했다. 제2차 세계 대전 동안 일본과 미국 간의 적대감으로 인해 일본 빅터는 미국 RCA 빅터에서 분리된 후 독립 회사가 되었다. JVC는 일본 내에서만 '빅터'와 "히즈 마스터 보이스" 상표를 유지했다.
1955년, RCA는 대형 가전제품 사업부인 이스테이트(Estate) 브랜드를 월풀 코퍼레이션에 매각했다. 이 거래의 일환으로 월풀은 1960년대 중반까지 "RCA 월풀" 가전제품을 마케팅할 권리를 부여받았다.
RCA는 오실로스코프와 같은 라디오 수리 장비를 제조했다.
RCA 그래픽 시스템즈 디비전(GSD)은 인쇄 및 출판 산업을 위해 설계된 전자 제품의 초기 공급업체였다. 이 부서는 독일 회사 루돌프 헬과 계약하여 디지셋(Digiset) 사진조판 시스템의 변형을 비디오컴(Videocomp)으로, 그리고 레이저 컬러 스캐너를 마케팅했다. 비디오컴은 페이지-1과 나중에는 페이지-II 및 파일컴(FileComp) 조판 시스템을 실행하는 스펙트라 컴퓨터로 지원되었다. RCA는 나중에 비디오컴 권리를 인포메이션 인터내셔널 인크.에 매각했다.
RCA 빅터는 1965년에 출시한 8트랙 테이프의 주요 지지자가 되었다. 처음에는 8트랙이 녹음된 음악 소비자들에게 엄청나고 수익성 있는 영향을 미쳤다. 8트랙 테이프 형식의 판매는 1970년대 후반에 소비자들이 필립스가 개발한 4트랙 콤팩트 카세트 테이프 형식을 점점 더 선호하게 되면서 감소하기 시작했다.

## 컴퓨터

RCA 스펙트라 70 모델 46

RCA는 1960년대에 시장 선두주자인 IBM에 도전하기 위해 메인프레임 컴퓨터 분야에 진출한 여러 회사 중 하나였다. 비록 당시 컴퓨터는 거의 보편적으로 일상적인 데이터 처리 및 과학 연구에 사용되었지만, 1964년 자신을 선견지명 있는 사람으로 자부했던 사르노프는 "컴퓨터는 초당 10억 비트 이상의 정보 전송률로 데이터를 기계로 공급하는 방대한 원격 데이터 스테이션 및 정보 은행 네트워크의 허브가 될 것이다... 결국, 음성, 데이터 및 팩시밀리를 처리하는 글로벌 통신 네트워크는 육상, 공중, 수중 및 우주 회로를 통해 인간을 기계에—또는 기계를 기계에—즉시 연결할 것이다. [컴퓨터는] 인간의 사고 방식, 교육 수단, 물리적 및 사회적 환경과의 관계에 영향을 미치고, 그의 생활 방식을 변화시킬 것이다. ... [이번 세기가 끝나기 전에, 이러한 힘들은] 의심할 여지 없이 인간 정신의 가장 위대한 모험이 될 것으로 융합될 것이다."라고 예측했다.
RCA는 IBM의 IBM 시스템/360 시리즈와 하드웨어는 호환되지만 소프트웨어는 호환되지 않는 스펙트라 70 컴퓨터 라인을 판매했다. 또한 IBM 시스템/370과 경쟁하는 RCA 시리즈를 생산했다. 이 기술은 잉글리시 일렉트릭 회사에 임대되어 RCA 스펙트라 70의 복제품인 시스템 4 시리즈에 사용되었다. RCA의 TSOS 운영 체제는 시장 최초의 메인프레임, 요구 페이징, 가상 메모리 운영 체제였다. 1971년까지 RCA는 상당한 투자에도 불구하고 시장 점유율이 4%에 불과했으며, IBM/370 시리즈와 경쟁력을 유지하려면 향후 5년 동안 약 5억 달러가 소요될 것으로 추정되었다. 1971년 9월 17일, RCA 이사회는 컴퓨터 시스템 부서(RCA-CSD)를 폐쇄하기로 결정했다고 발표했으며, 이는 4억 9천만 달러의 회사 손실로 상각되었다. 스페리 랜드의 UNIVAC 부서는 1972년 1월에 RCA 컴퓨터 부서를 인수했다. 유니백은 스펙트라 컴퓨터가 자체 9000 시리즈와 유사했기 때문에 원하지 않았고, 대신 RCA의 컴퓨터 고객 기반을 원했다.

## 말년

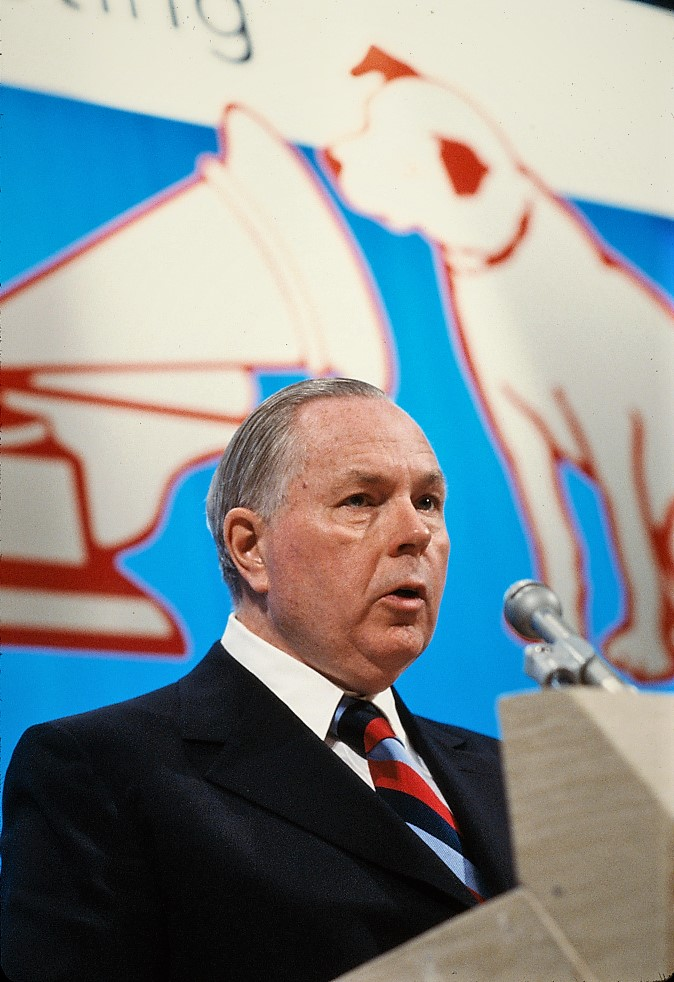
1979년 뉴욕 연례 회의에서 1976년부터 1981년까지 RCA 사장을 역임한 에드거 H. 그리피스

1965년 1월 1일, 로버트 사르노프는 아버지의 뒤를 이어 RCA의 사장이 되었지만, 사르노프 원로(elder Sarnoff)는 이사회 의장으로서 통제권을 유지했다. 젊은 사르노프는 1968년 말 미래 지향적인 새로운 로고(블록체로 현대화된 'RCA' 글자)를 도입하고 원래의 번개 로고를 대체하며 빅터와 니퍼/"His Master's Voice" 상표를 사실상 은퇴시킴으로써 RCA의 이미지를 현대화하려고 노력했다. RCA 빅터 부서는 RCA 레코드로 이름이 변경되었다. '빅터'와 '빅트롤라' 상표는 더 이상 RCA 소비자 전자 제품에 사용되지 않았다. '빅터'는 이제 RCA의 일반적인 인기 음반 발매의 레이블과 앨범 표지에만 제한적으로 사용되었으며, 니퍼/"His Master's Voice" 상표는 레드 씰 음반의 앨범 표지에만 나타났다.
1969년, 회사 이름은 공식적으로 라디오 코퍼레이션 오브 아메리카에서 RCA 코퍼레이션으로 변경되어 더 넓은 범위의 기업 활동과 다른 국가로의 확장을 반영했다. 같은 해 말, 데이비드 사르노프는 장기적인 질병으로 무력화된 후 회사의 이사회 의장직에서 해임되었다. 그는 1971년 12월에 사망했다.
1971년 RCA의 메인프레임 컴퓨터 시장 철수는 로버트 사르노프의 RCA를 다국적 비즈니스 복합기업으로 다각화하려는 목표에 따라 전자 및 기술에서 전환하는 이정표가 되었다. 1960년대 후반과 1970년대에 이 회사는 헤르츠(렌터카), 뱅퀴트(냉동 식품 및 TV 디너), 코로넷(카펫), 랜덤하우스(출판) 및 깁슨(인사말 카드)을 포함한 광범위한 인수를 단행했다. 그러나 회사는 재정적 혼란에 빠져들었고, 비평가들은 새로운 방향을 조롱하기 위해 "러그, 치킨, 자동차"(RCA)라고 불렀다.
이 기간 동안 RCA는 방송 및 위성 통신 장비 분야에서 높은 수준의 엔지니어링 우수성을 유지했지만, NBC 텔레비전 및 라디오 네트워크에서 발생하는 수익은 감소하기 시작했다.
로버트 사르노프의 RCA 사장 임기는 실패적이었으며, 수익 감소를 특징으로 했다. 1975년 10월 해외에 머물던 사르노프는 앤서니 콘래드가 주도한 "이사회 쿠데타"로 축출되었고, 콘래드가 RCA의 새 사장이 되었다. 콘래드는 6년 동안 소득세 신고를 하지 않았음을 인정한 후 1년도 채 되지 않아 사임했다. 그의 후임자인 에드거 H. 그리피스는 인기가 없었으며 1981년 초에 은퇴했다. 그리피스의 뒤를 이어 손튼 브래드쇼가 RCA의 마지막 사장이 되었다.
로버트 사르노프가 떠난 후, 격하되었던 "히즈 마스터스 보이스" 상표를 "가치 있는 회사 자산"으로 여겼던 그리피스는 니퍼를 RCA의 기업 마스코트로 복원했다. 1976년 10월 31일, RCA는 니퍼 상표의 RCA 제품 및 광고 복귀를 공식 발표했다. RCA 레코드는 RCA가 상표권을 보유한 국가 및 지역의 대부분의 음반 레이블에 니퍼를 복원했다. 다시 한번, 니퍼는 RCA 신문, 잡지 및 TV 광고에 널리 사용되었다. 이 상표는 또한 회사 문구, 판매 자료, 운송 상자, 매장 진열, 배달 및 서비스 차량에 돌아왔으며, RCA 텔레비전 세트와 1981년 새로운 CED 비디오디스크 시스템에도 다시 나타났다. 당시 니퍼의 부활에 대한 여러 신문 기사와 TV 뉴스 보도가 나왔다. 티셔츠, 모자, 넥타이, 비치 타월, 담배 라이터, 동전 저금통, 열쇠고리, 시계, 커피 머그잔, 음료수 잔 및 봉제 인형을 포함한 수많은 새로운 니퍼 홍보용품 및 수집품도 등장했다.
이 시기에 새로운 가전제품을 출시하려던 프로젝트들은 실패하여 RCA에 많은 돈과 명성을 잃게 했다. 1977년에 출시된 RCA 스튜디오 II 가정용 비디오 게임 콘솔은 판매 부진으로 2년도 채 되지 않아 취소되었다. RCA의 정전 용량 전자식 디스크(CED) 비디오 디스크 시스템 개발은 1964년에 시작되었으며, 몇 년간의 지연 끝에 1981년 3월에 출시되었다. 셀렉타비전이라는 이름으로 판매된 RCA CED 비디오 디스크 시스템은 RCA가 단일 제품에 투자한 가장 큰 규모였으며, 컬러 TV보다도 더 컸다. 그러나 이 시스템은 마침내 출시될 무렵에는 사실상 구식이 되었고, 신형의 녹화 가능하고 점점 저렴해지는 비디오테이프 기술과 경쟁하는 데 필요한 수준으로 가격을 낮추는 데 필요한 생산량에 도달하지 못했다. 1984년 4월, 3년간의 부진한 판매 끝에 RCA는 CED 플레이어 생산을 중단했고, 1986년에는 약 6억 5천만 달러의 손실을 기록한 후 비디오 디스크 생산을 중단했다.
1980년경, RCA 기업 전략은 텔레비전 수신기 생산을 멕시코로 이전하는 것을 보고했다. 1981년, 컬럼비아 픽처스는 홈 비디오 부서의 지분을 RCA에 매각했으며, 북미 외부에서 이 부서는 "RCA/컬럼비아 픽처스 인터내셔널 비디오(현재 소니 픽처스 홈 엔터테인먼트)"로 이름이 변경되었다. 다음 해에는 북미 내에서 "RCA/컬럼비아 픽처스 홈 비디오"로 이름이 변경되었다. 1983년, 독일 미디어 대기업 베르텔스만은 아리스타 레코드 지분 50%를 RCA 레코드에 매각했으며, 1985년 RCA와 베르텔스만은 합작 회사인 RCA/아리올라 인터내셔널을 설립하여 RCA 레코드의 관리를 인수했다. 베르텔스만은 1986년 GE가 RCA를 흡수한 후 제너럴 일렉트릭으로부터 RCA 레코드를 완전히 인수할 것이다.
RCA는 1983년에 VHS VCR 생산을 파나소닉 홀딩스에서 히타치 제작소로 전환할 때까지 여전히 수익성이 좋았다. 1984년, RCA 방송 시스템 사업부는 캠던 (뉴저지주)에 있는 RCA 빅터 공장에서 깁스보로 (뉴저지주)에 있는 RCA 안테나 엔지니어링 시설로 이전했다. 1985년 10월 3일, RCA는 방송 시스템 사업부를 폐쇄한다고 발표했다. 이후 몇 년 동안 캠던에서 개발된 방송 제품 라인은 중단되거나 매각되었고, 캠던에 있던 대부분의 오래된 RCA 빅터 건물과 공장들은 철거되었으며, 일부 원래 빅터 건물만 국립 역사 건물로 지정되어 남아있다. 몇 년 동안 RCA 스핀오프인 L-3 커뮤니케이션즈 시스템즈 이스트는 유명한 니퍼 빌딩에 본사를 두었지만, 이후 시에서 건설한 인접 건물로 이전했다. 리모델링된 니퍼 빌딩은 현재 상점과 고급 로프트 아파트로 사용되고 있다.

## 제너럴 일렉트릭에 의한 재인수 및 분할
1985년 12월, 제너럴 일렉트릭이 이전 자회사를 62억 8천만 달러 현금, 또는 주당 66.50달러에 재인수할 것이라고 발표되었다. GE의 RCA 인수는 당시 역사상 가장 큰 비석유 회사 합병이었으며 1986년 6월 9일에 완료되었다. GE가 RCA를 인수하면 RCA가 거의 자율적인 단위로 계속 운영될 것이라는 초기 보장에도 불구하고, 다음 몇 년 동안 GE는 RCA의 남아있는 대부분의 자산을 매각했다. GE의 RCA 인수 주된 동기는 NBC 텔레비전 네트워크와 회사의 국방 관련 사업을 인수하는 것이라고 밝혀졌다. 1987년, GE는 RCA 레코드에 대한 50% 지분을 독일 파트너인 베르텔스만에게 매각했으며, RCA 레코드는 베르텔스만 뮤직 그룹의 한 부문이 되었다. 1919년 RCA 설립 당시부터 뿌리를 둔 RCA 글로벌 커뮤니케이션즈 Inc.는 MCI 커뮤니케이션즈 코퍼레이션에 매각되었다. 또한 1987년, 웨스트우드 원은 NBC 라디오 네트워크를 인수했다.
1988년, RCA 및 GE 브랜드로 가전제품을 제조할 수 있는 권리는 톰슨 컨슈머 일렉트로닉스가 톰슨의 의료 사업 일부와 교환하여 인수했다. 또한 1988년, RCA의 반도체 사업부(구 RCA 솔리드 스테이트 유닛 및 인터실 포함)는 해리스 코퍼레이션에 인수되었다. 같은 해, 록펠러 센터의 "30 록"으로 알려진 상징적인 RCA 빌딩은 GE 빌딩으로 이름이 변경되었다.
1991년, GE는 RCA/컬럼비아의 지분을 소니 픽처스에 매각했으며, 소니 픽처스는 이 단위를 "컬럼비아 트라이스타 홈 비디오"(나중에 컬럼비아 트라이스타 홈 엔터테인먼트로 이름이 변경되었으며, 현재는 소니 픽처스 홈 엔터테인먼트)로 변경했다.
사르노프 연구소는 GE가 첫 해에는 모든 연구소 활동에 자금을 지원하고, 5년 후에는 지원을 거의 제로로 줄이는 5개년 계획에 따라 운영되었다. 이는 사르노프 연구소가 산업 계약 연구 시설이 되기 위해 비즈니스 모델을 변경해야 함을 의미했다. 1988년, 사르노프 연구소는 SRI 인터내셔널(SRI)에 데이비드 사르노프 연구 센터로 이전되었고, 이후 사르노프 코퍼레이션으로 이름이 변경되었다. 2011년 1월, 사르노프 코퍼레이션은 SRI에 완전히 통합되었다.
2011년, GE는 NBC의 지배 지분을 컴캐스트에 매각했으며, 이때 NBC는 TV 및 케이블을 포함한 멀티미디어 NBC유니버설 합작 사업의 일부였다. 2013년, 컴캐스트는 잔여 지분을 인수했다. NBC유니버설 매각 후, GE가 보유한 유일한 RCA 이전 사업부는 정부 서비스였다.
2022년, 톰슨의 후속 회사인 테크니컬러 SA는 RCA 상표를 라이선싱 회사 탈리스만 브랜즈(Talisman Brands, Inc.)에 매각했다. d/b/a 이스타블리쉬드 인코포레이티드(Established Incorporated), stylized as established.

## 유산

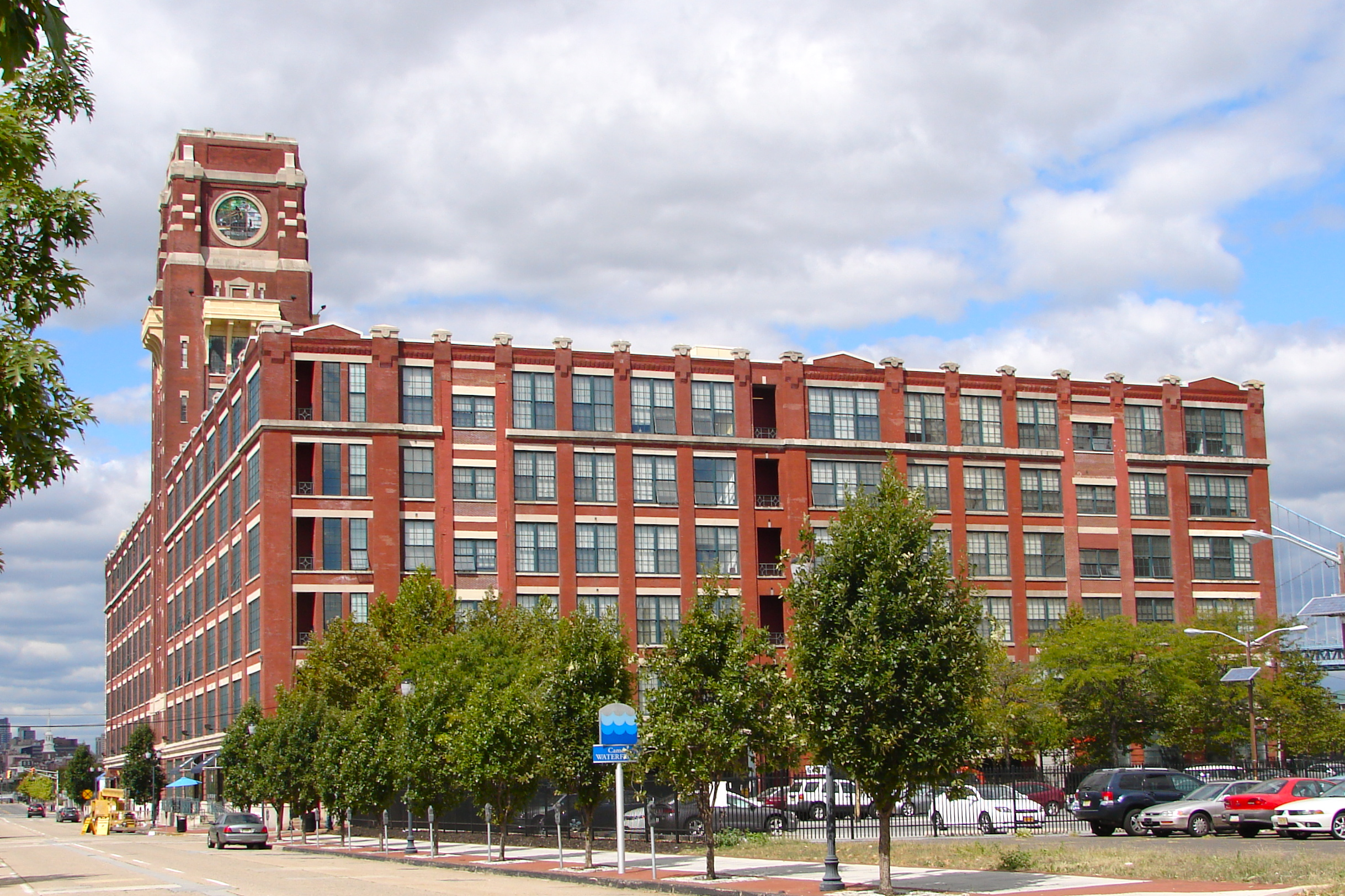
역사적인 RCA 빅터 빌딩 17은 한때 광대한 빅터 토킹 머신 컴퍼니/RCA 빅터 제조 단지를 수용했던 캠던 (뉴저지주)에 남아 있는 몇 안 되는 건물 중 하나이다.

RCA 엔티크 라디오, 그리고 RCA 메릴/CT-100과 같은 초기 컬러 텔레비전 수신기는 라디오 황금기 동안의 인기, RCA 이름의 역사적 중요성, 스타일링, 제조 품질 및 엔지니어링 혁신으로 인해 가장 인기 있는 수집품 라디오 및 텔레비전 중 하나이다. 가장 수집 가치가 높은 것은 1939년부터 RCA가 제조한 TRK-5, TRK-9, TRK-12 모델을 포함한 전전기 텔레비전 세트이다.
RCA 헤리티지 박물관은 2012년에 로완 대학교에 설립되었다.
캠던 (뉴저지주)에 있는 역사적인 RCA 빅터 빌딩 17, 즉 "니퍼 빌딩"은 2003년에 고급 아파트로 개조되었다.
오디오 및 비디오 케이블에 사용되는 플러그/잭 조합 유형은 여전히 RCA 단자라고 불린다.
오늘날까지 2-in-1 태블릿, 텔레비전, 전화기, 가전제품 등을 포함한 다양한 가전제품이 RCA 브랜드 이름으로 판매되고 있다.

### 환경 문제
RCA의 이전 제조 시설 중 다수가 산업 폐기물로 오염된 것으로 보고되었다.
- 타오위안 북부(현재 타오위안시)에 위치한 RCA 이전 시설은 지하수를 유독 화학물질로 오염시켰고, 이로 인해 전직 직원들 사이에서 암 발생률이 높았다.[66][67] 이 지역은 대만 환경보호국에 의해 유독성 부지로 지정되었다. GE와 톰슨은 정화 작업에 수백만 달러를 지출하여 10,000 세제곱야드 (7,600 m3)의 토양을 제거하고 인근 지역 사회를 위한 도시 수처리 시설을 설치했다. RCA의 현재 소유주 대변인은 대만 정부가 실시한 연구에서 질병과 1991년에 폐쇄된 회사의 시설 사이에 상관관계가 없다고 밝혔다며 책임을 부인했다.[68] 2015년 4월 17일, RCA는 소송에서 패소했으며, 타이베이 지방 법원은 RCA의 현재 소유주에게 전직 직원들에게 총 5억 6천만 NT달러(약 1,810만 미국 달러)를 배상하도록 명령했다.[69]
- 랭커스터 (펜실베이니아주)에 위치한 RCA 시설은 1940년대 후반부터 1986년 6월까지 운영되었으며, 배기 굴뚝에서 매년 25만 파운드 이상의 1,1,1-트라이클로로에테인 오염 물질을 배출했다. 1980년대 후반과 1990년대 초반에 미국 환경보호청(EPA)의 조사 결과 지하수가 트라이클로로에틸렌(TCE)과 1,2-다이클로로에틸렌(1,2-DCE)으로 오염된 것으로 밝혀졌다.[70] 1991년과 1992년에는 랭커스터의 코네스토가 강 동쪽 모니터링 우물에서 오염 물질이 검출되었다. EPA는 제너럴 일렉트릭 컴퍼니에 해당 지역을 정화하도록 지정했다.[71]
- RCA가 1960년대에 운영하고 나중에 해리스 코퍼레이션에 매각한 마운틴톱 (펜실베이니아주)의 인터실 시설 아래의 얕고 깊은 지하수 대수층에서 1999년에 휘발성 유기 화합물의 높은 수치가 검출되었다.[72]
- 벌셀로네타 (푸에르토리코)의 한 지역은 1958년부터 1994년까지 RCA가 군사용 전자 장비를 제조하고 시험하는 데 사용되었으며, 유해 폐기물(VOC, TCE, 톨루엔, 에틸벤젠, 자일렌)을 생성했다.[73]
- 바르셀로네타 (푸에르토리코)에 위치한 RCA 운영 공장은 크로뮴, 셀레늄, 철분을 함유한 폐기물을 생성했다. 화학 폐기물을 담고 있던 4개의 석호는 석회암 대수층으로 배수되었다.[74][75] 염화철을 함유한 제조 공정의 폐수(공정수)는 현장에서 오염 물질을 제거하기 위해 처리된 후 현장의 싱크홀로 배출되었다. 공정수 처리는 건조 침대와 지표수 연못에 저장되는 슬러지를 생성했다.[76]

## 사진 갤러리

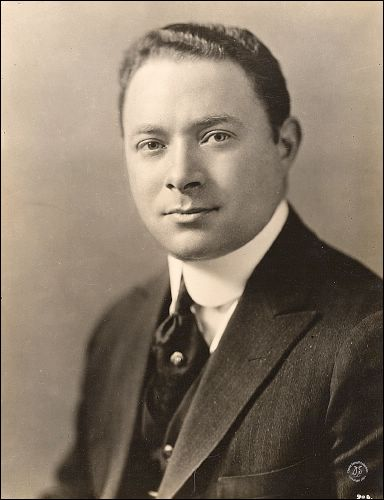
1922년의 데이비드 사르노프
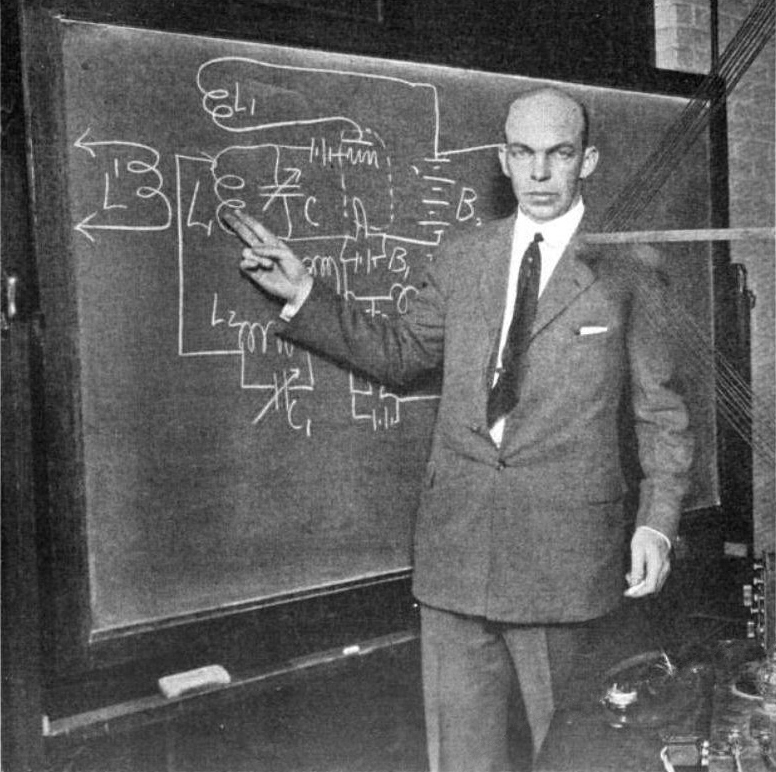
RCA의 에드윈 하워드 암스트롱
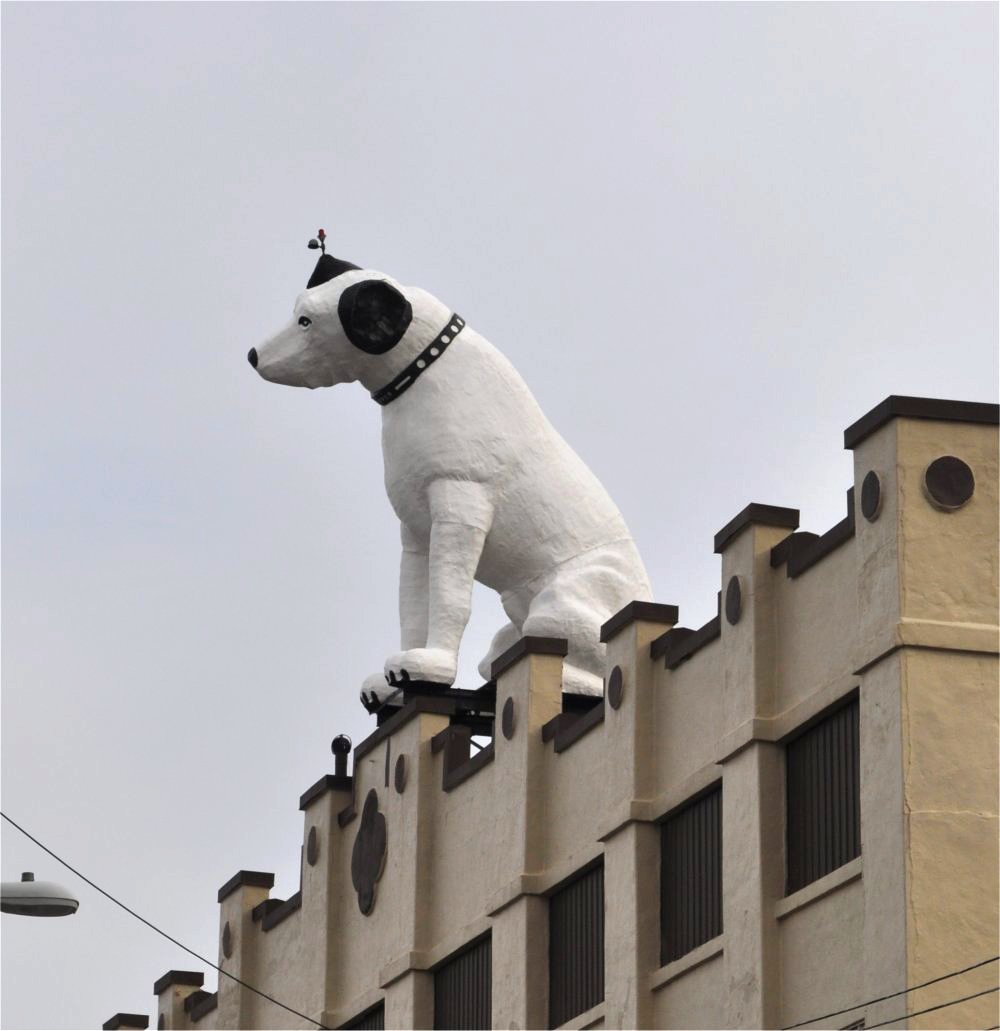
뉴욕 올버니 브로드웨이에 있는 RCA 구 유통 건물 꼭대기의 니퍼
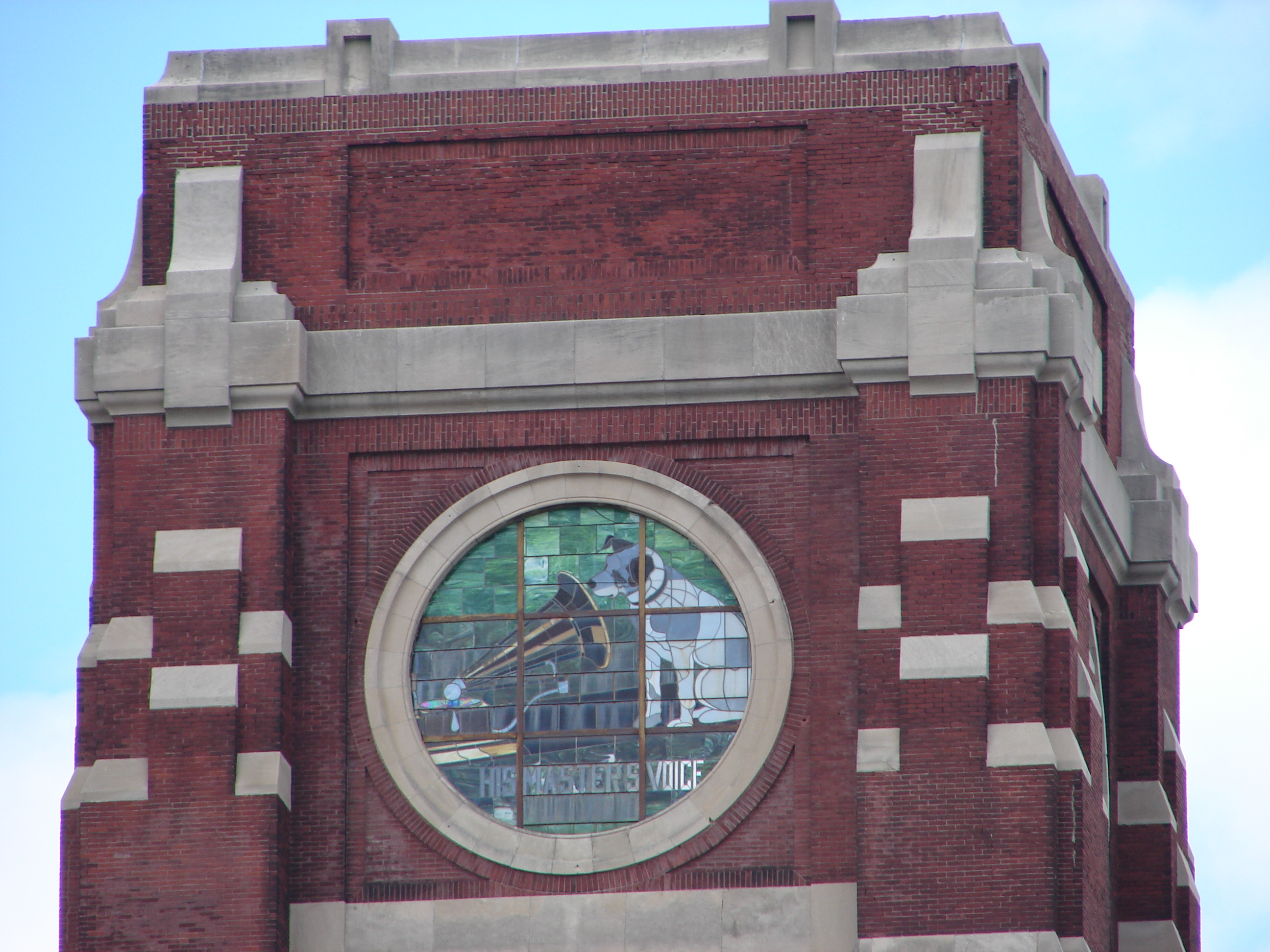
캠던 뉴저지에 있는 RCA 빅터 빌딩 17의 스테인드글라스 니퍼 창문
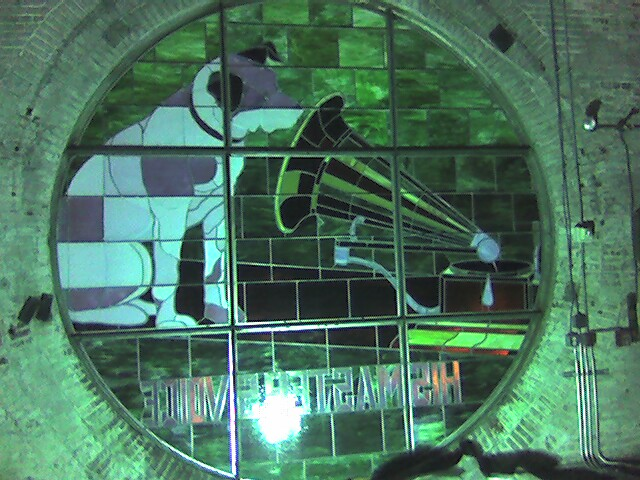
옛 RCA 빅터 빌딩 17의 "니퍼 타워" 내부에서 본 4개의 니퍼 스테인드글라스 창문 중 하나
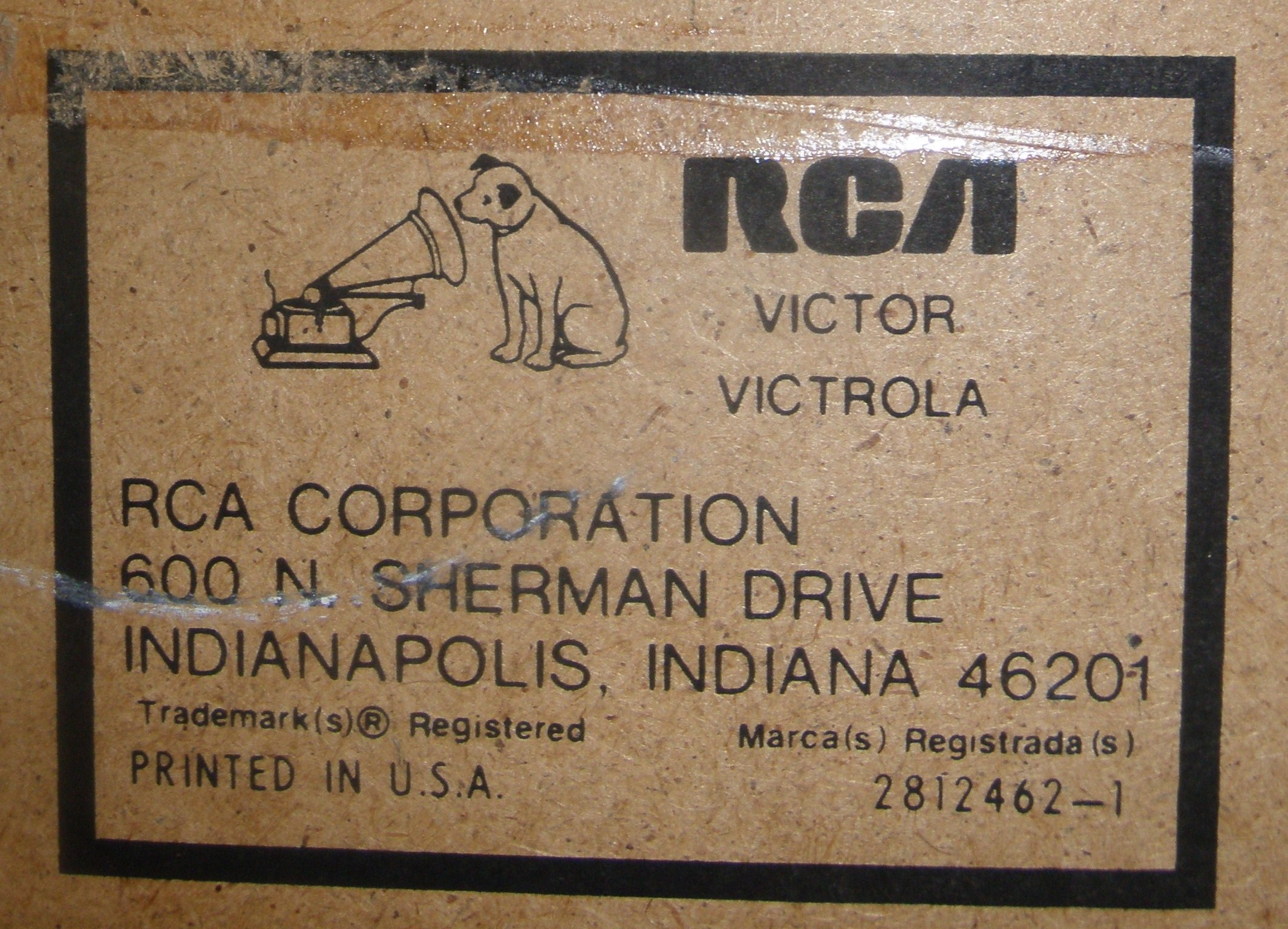
1980년대 디멘시아 TV 뒷면에 표시된 RCA 상표
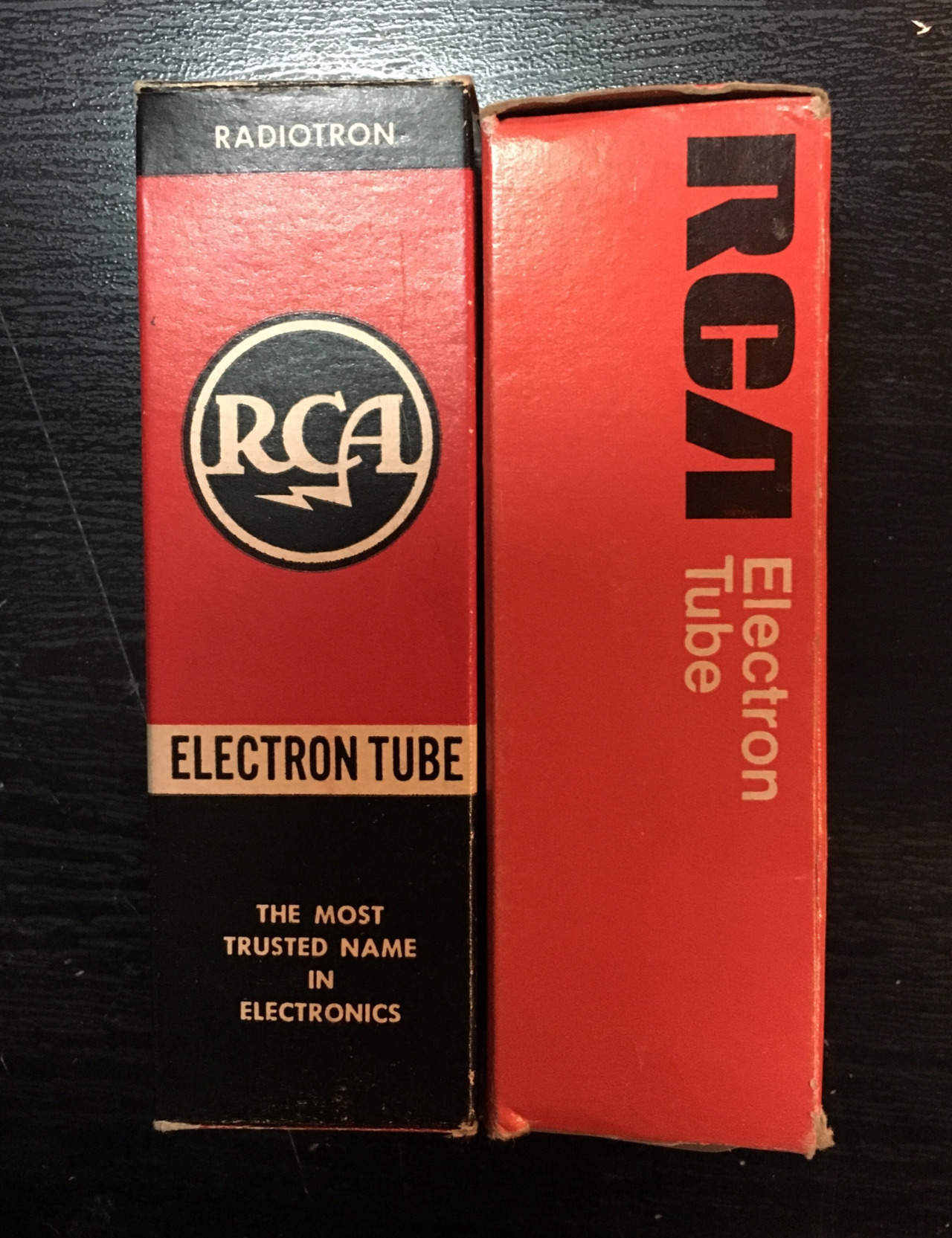
두 진공관 상자, 다른 세대의 RCA 로고 표시
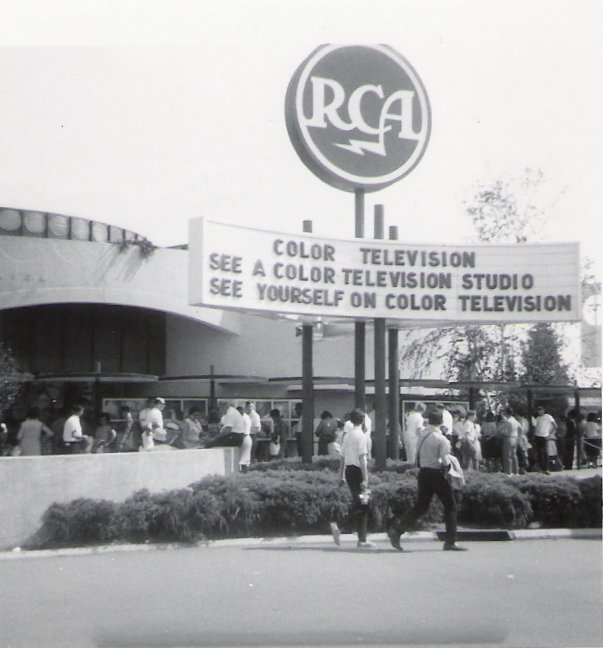
1964년 세계 박람회의 RCA 파빌리온
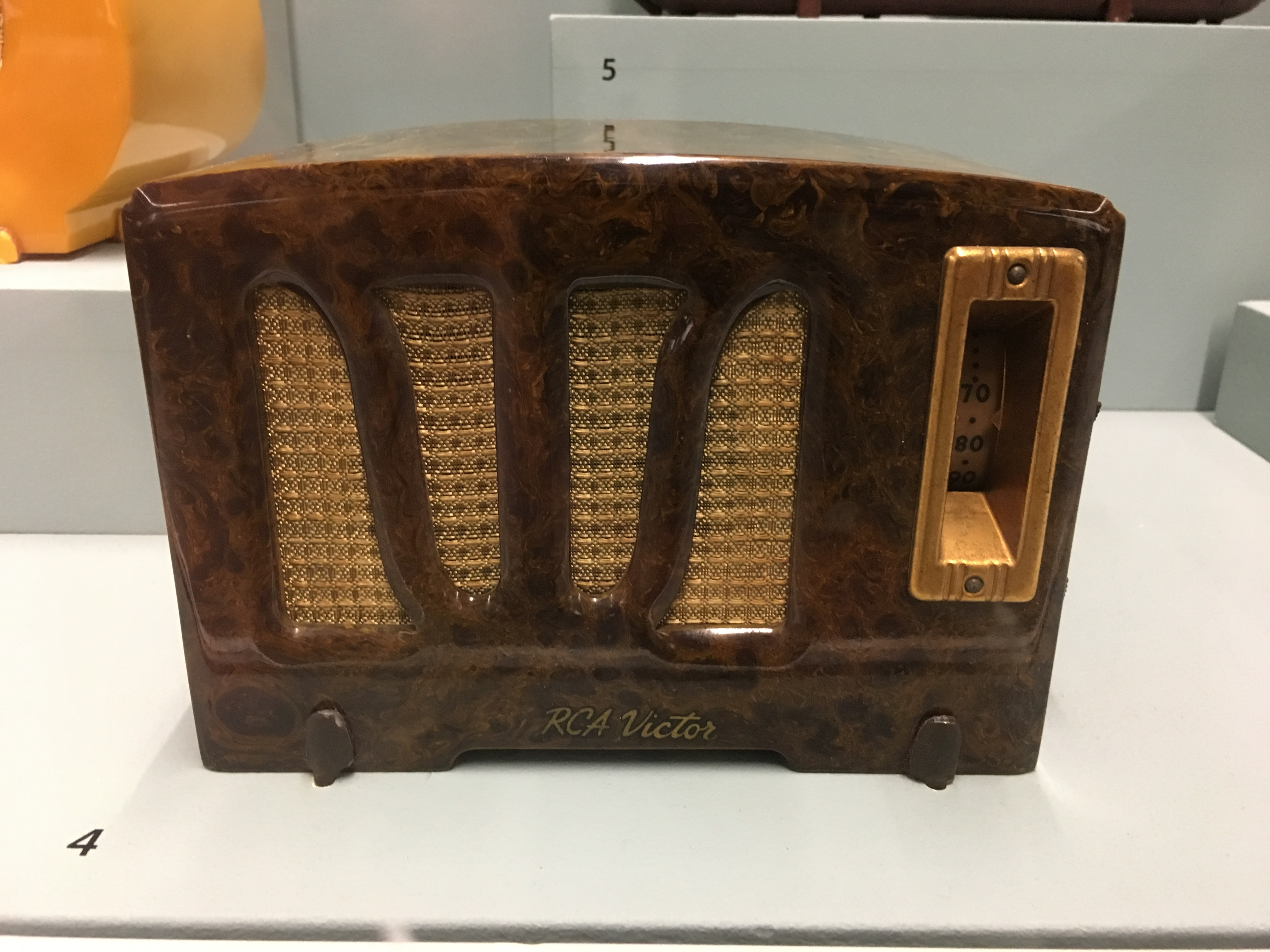
카탈린과 베이클라이트로 만들어진 RCA 모델 RC-350-A (1938) 라디오
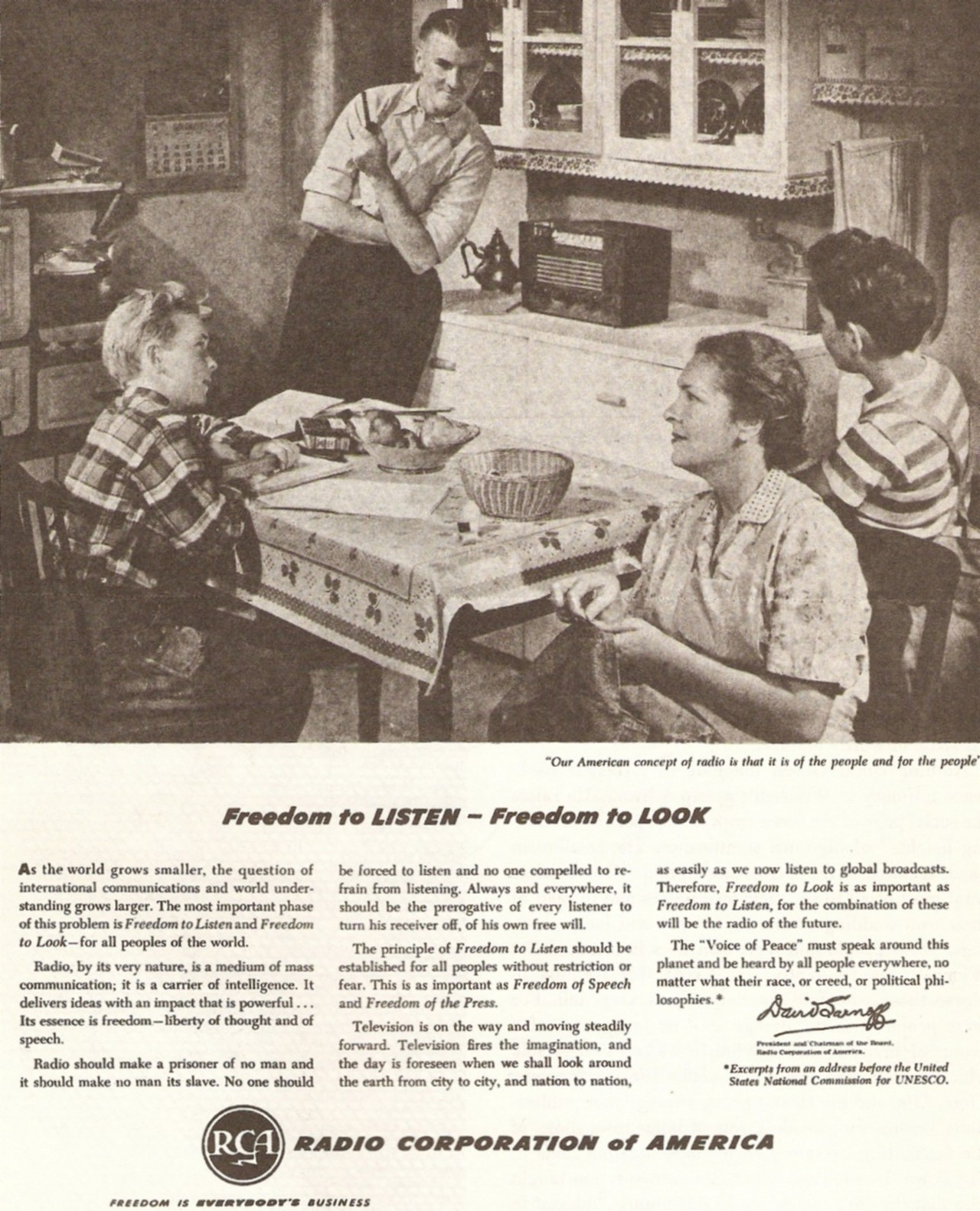
RCA 라디오 광고,  1945c.
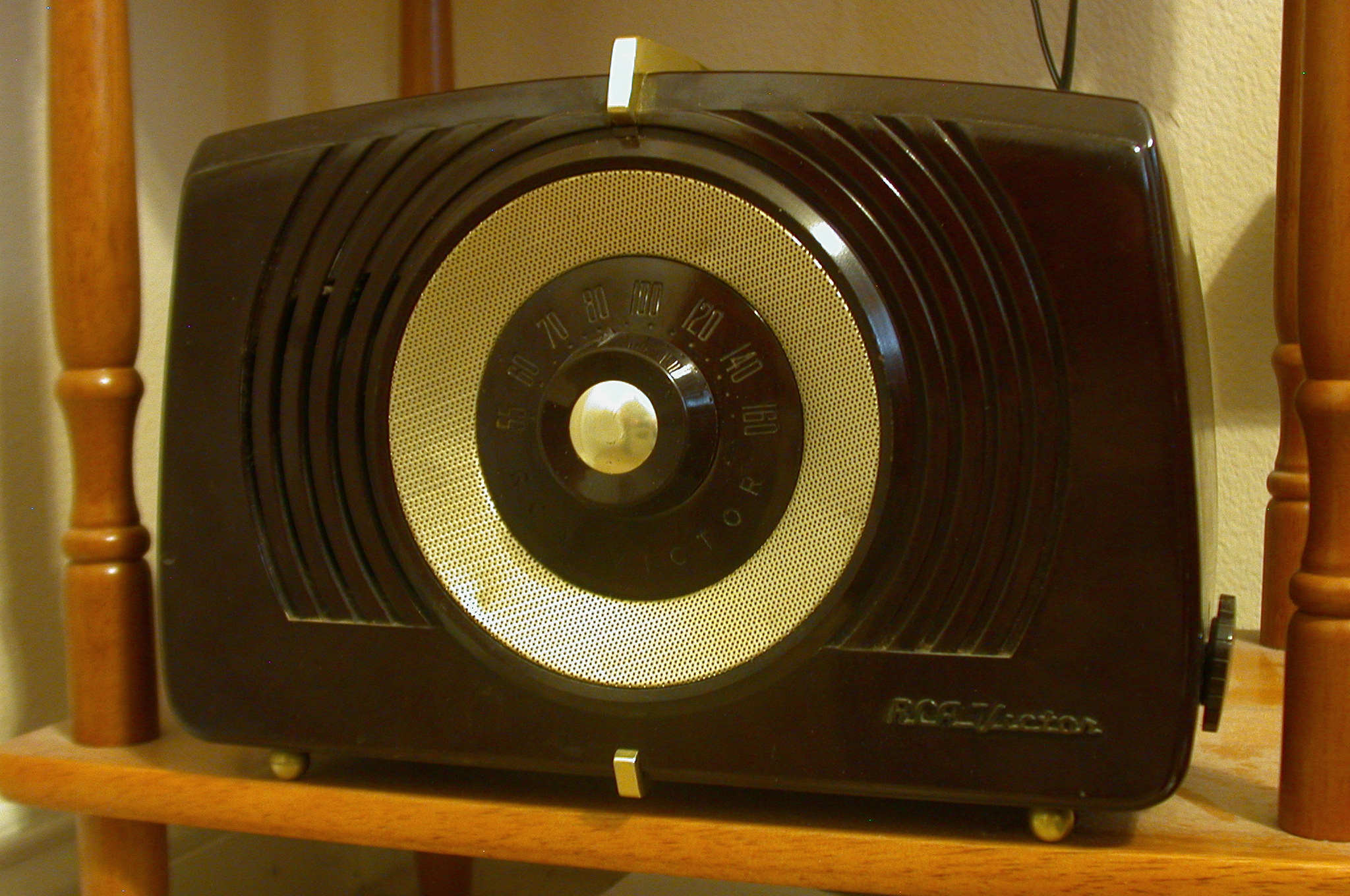
RCA 라디오 x551, 1950년대 초반 AC/DC 탁상 라디오
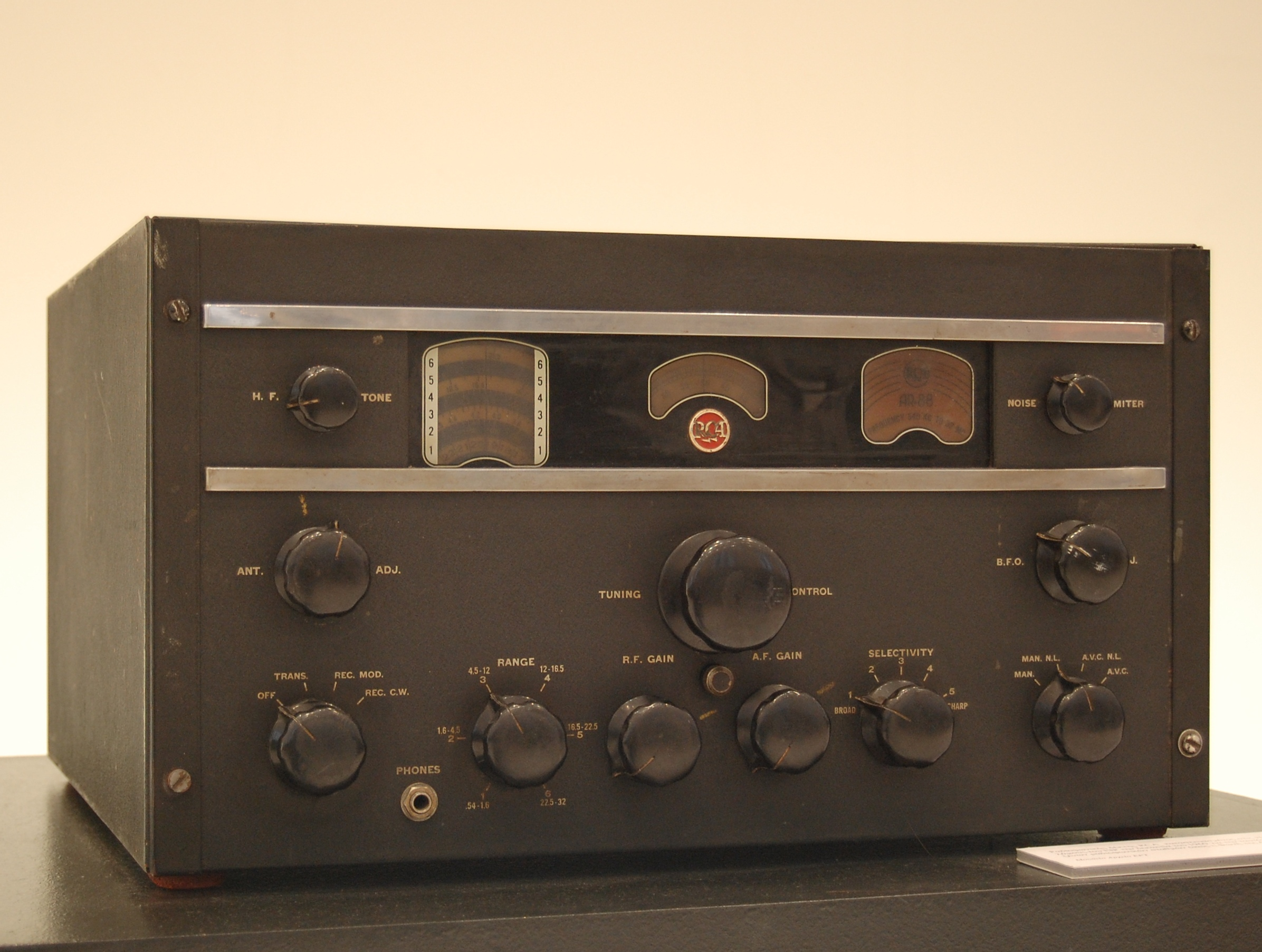
AR-88 통신 수신기
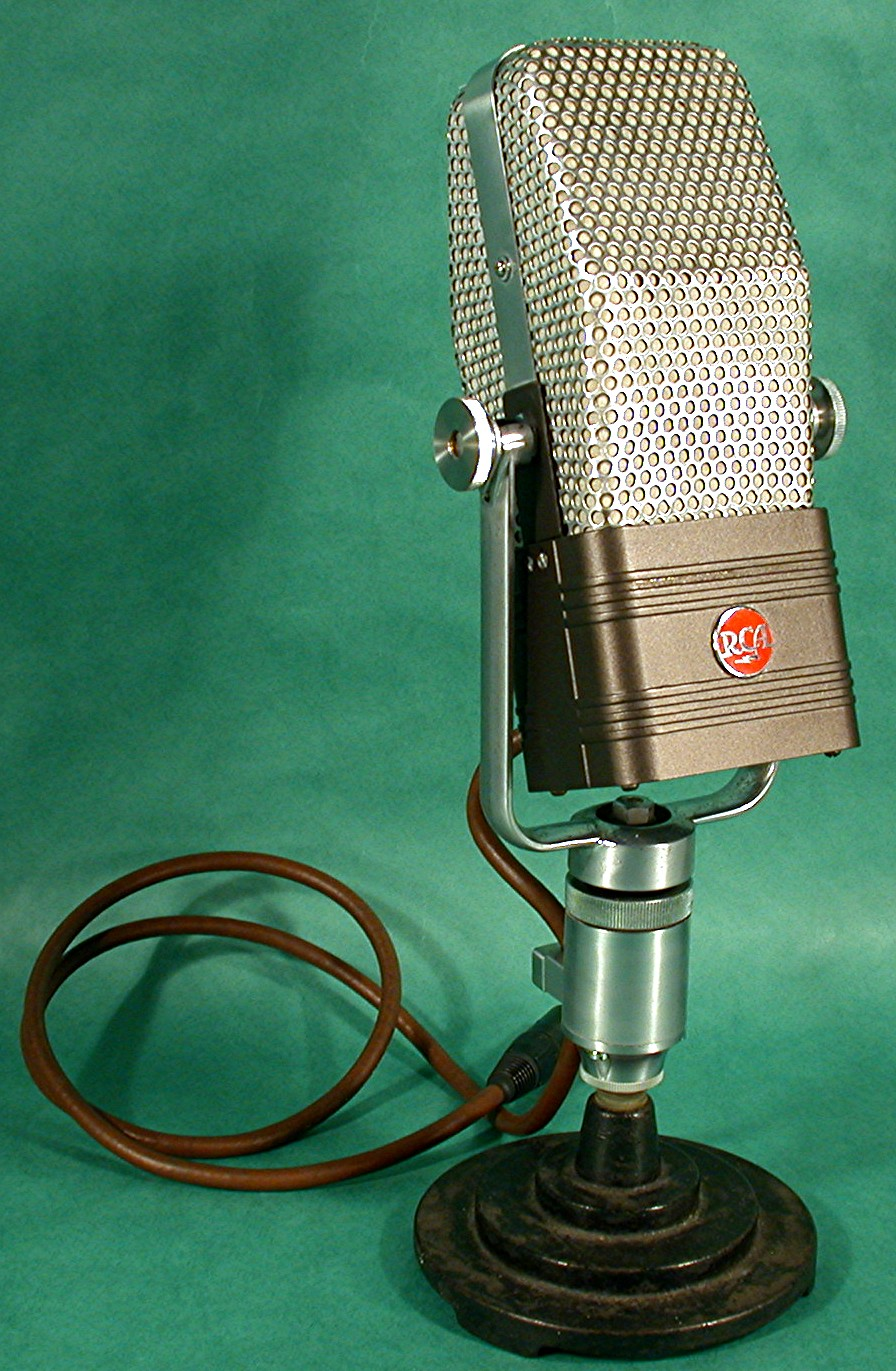
RCA 44-BX 양방향 속도 마이크로폰
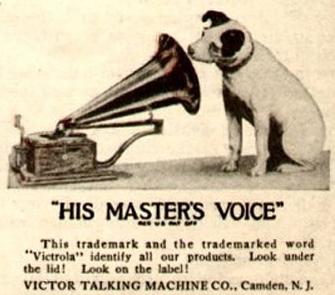
빅터 토킹 머신 컴퍼니의 히즈 마스터 보이스 로고와 니퍼 (1921)
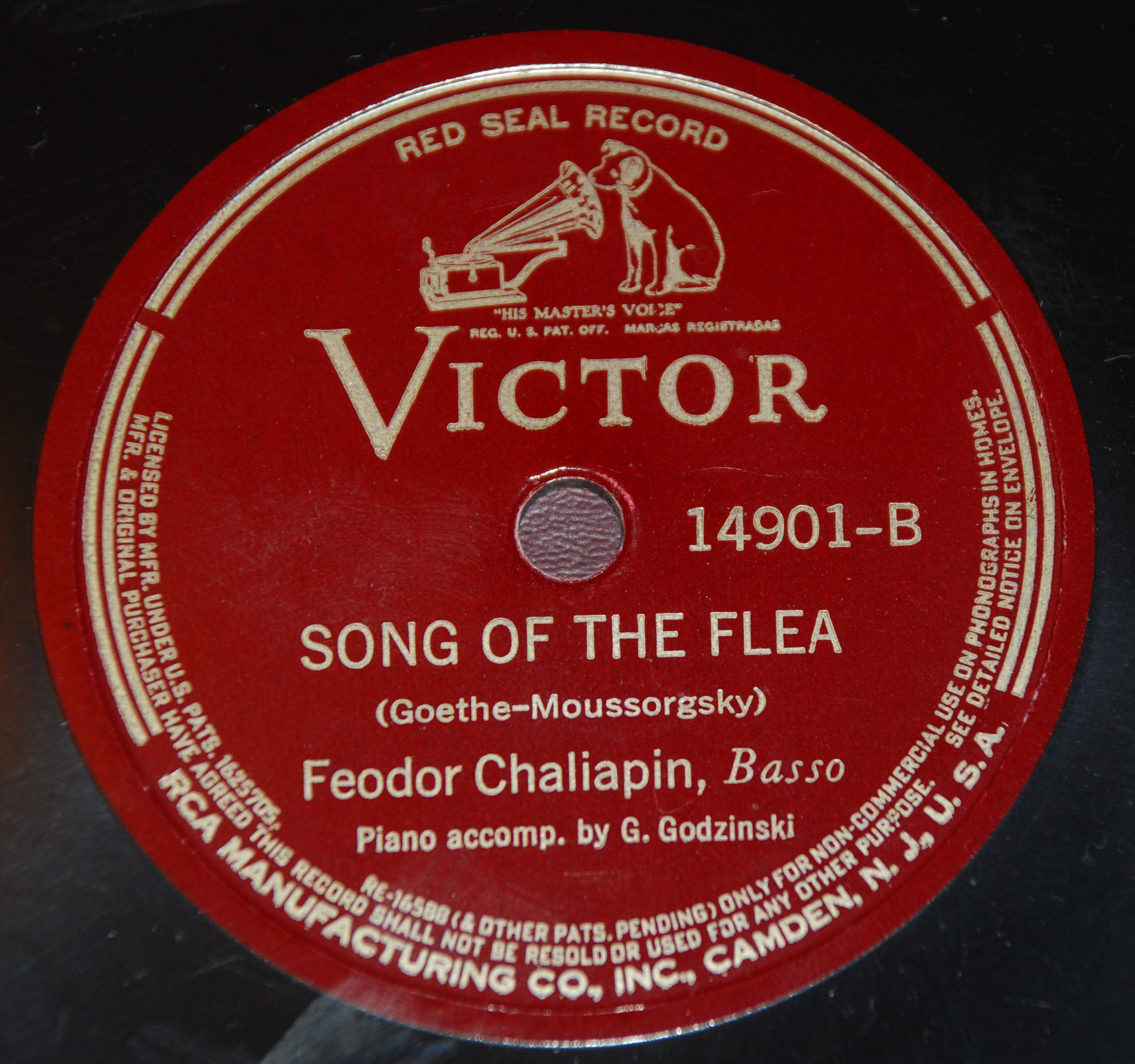
RCA 빅터 레드 씰 레코드 레이블, 1930년대 후반
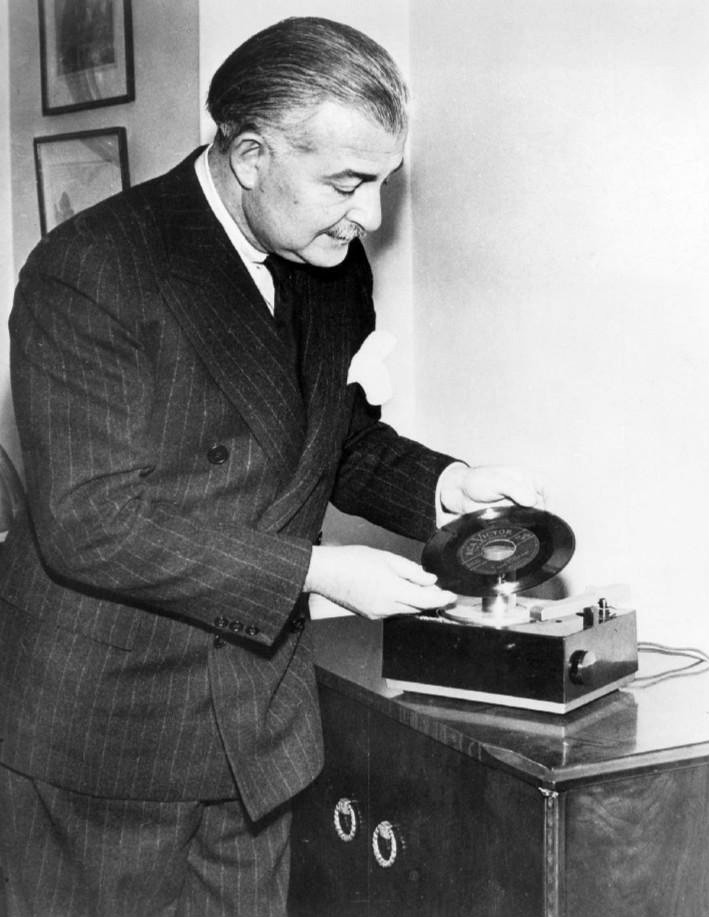
아서 피들러가 1949년 2월 새로운 RCA 빅터 45rpm 플레이어와 레코드를 시연하고 있다.
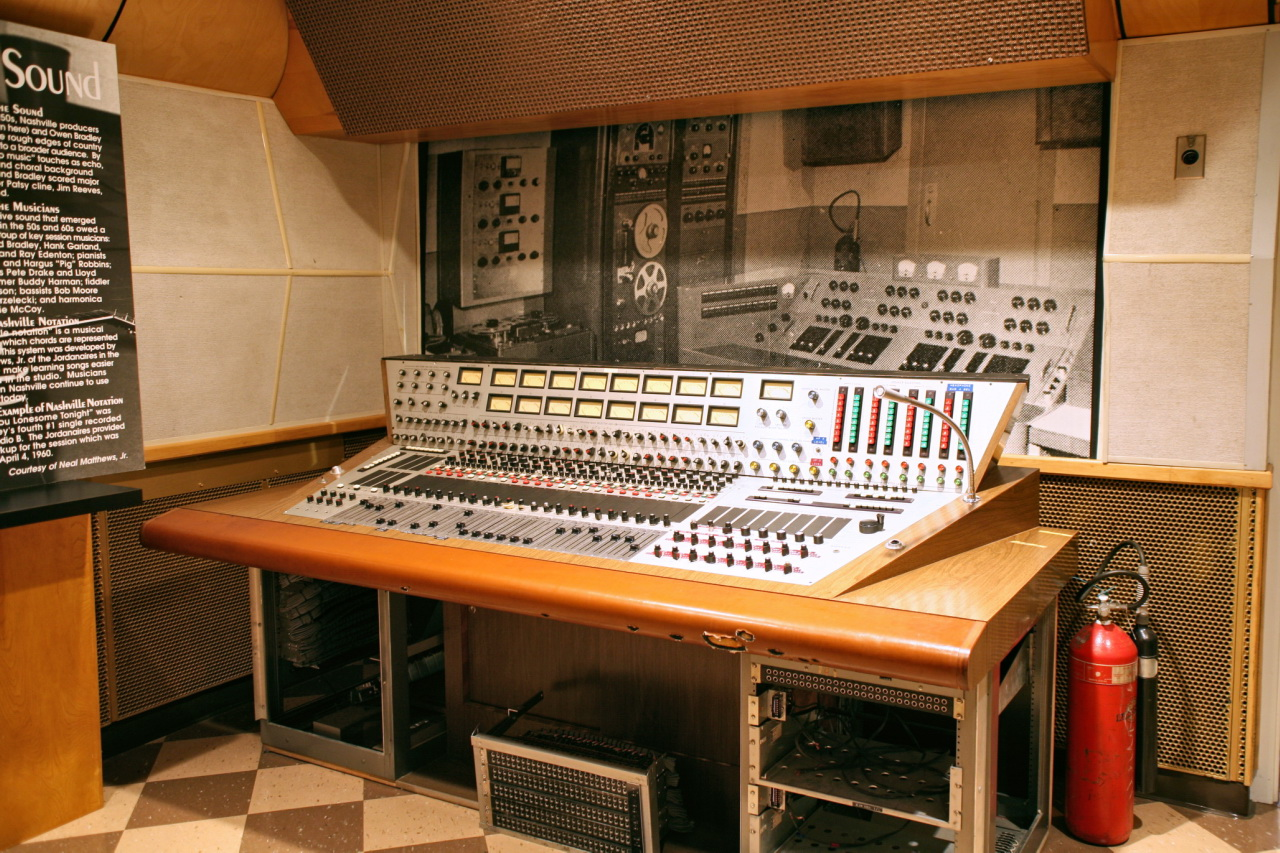
내슈빌의 RCA 스튜디오 B 녹음 스튜디오; 1960년대에 내슈빌 사운드의 일부로 알려져 있다.
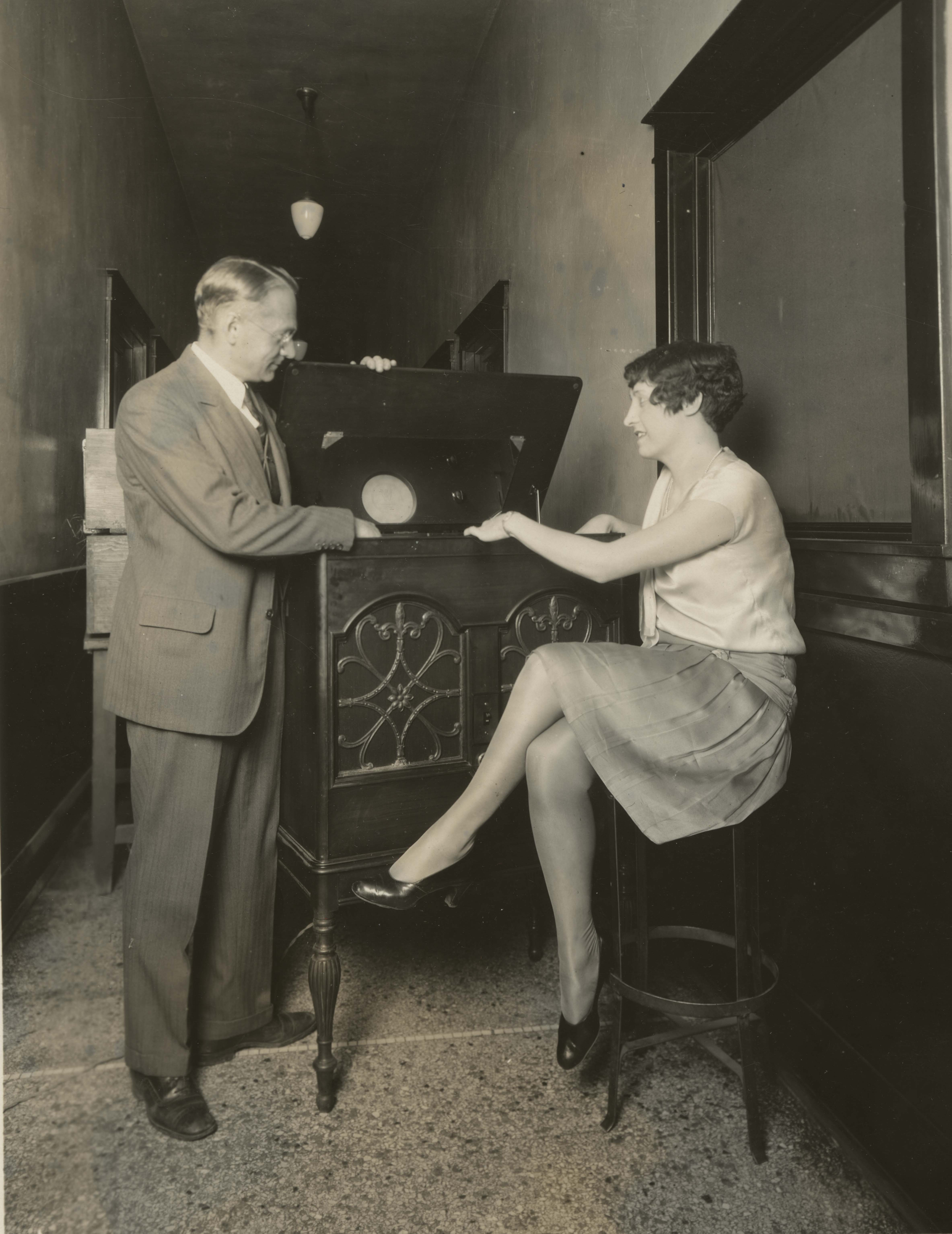
초기 실험용 TV와 블라디미르 K. 즈보리킨
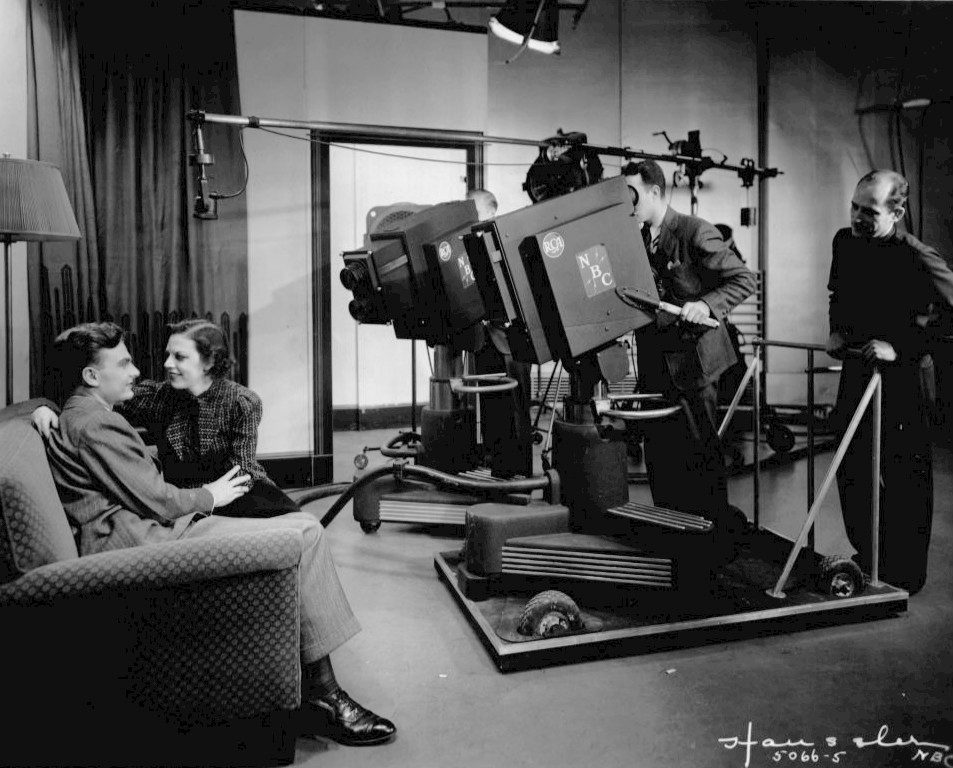
1936년 NBC 텔레비전 프로그램 '허니무너즈-그레이스와 에디 쇼'에서 초기 RCA 카메라를 사용하는 그레이스 브라트와 에디 알버트
1939년 RCA가 만든 상징적인 텔레비전 테스트 패턴
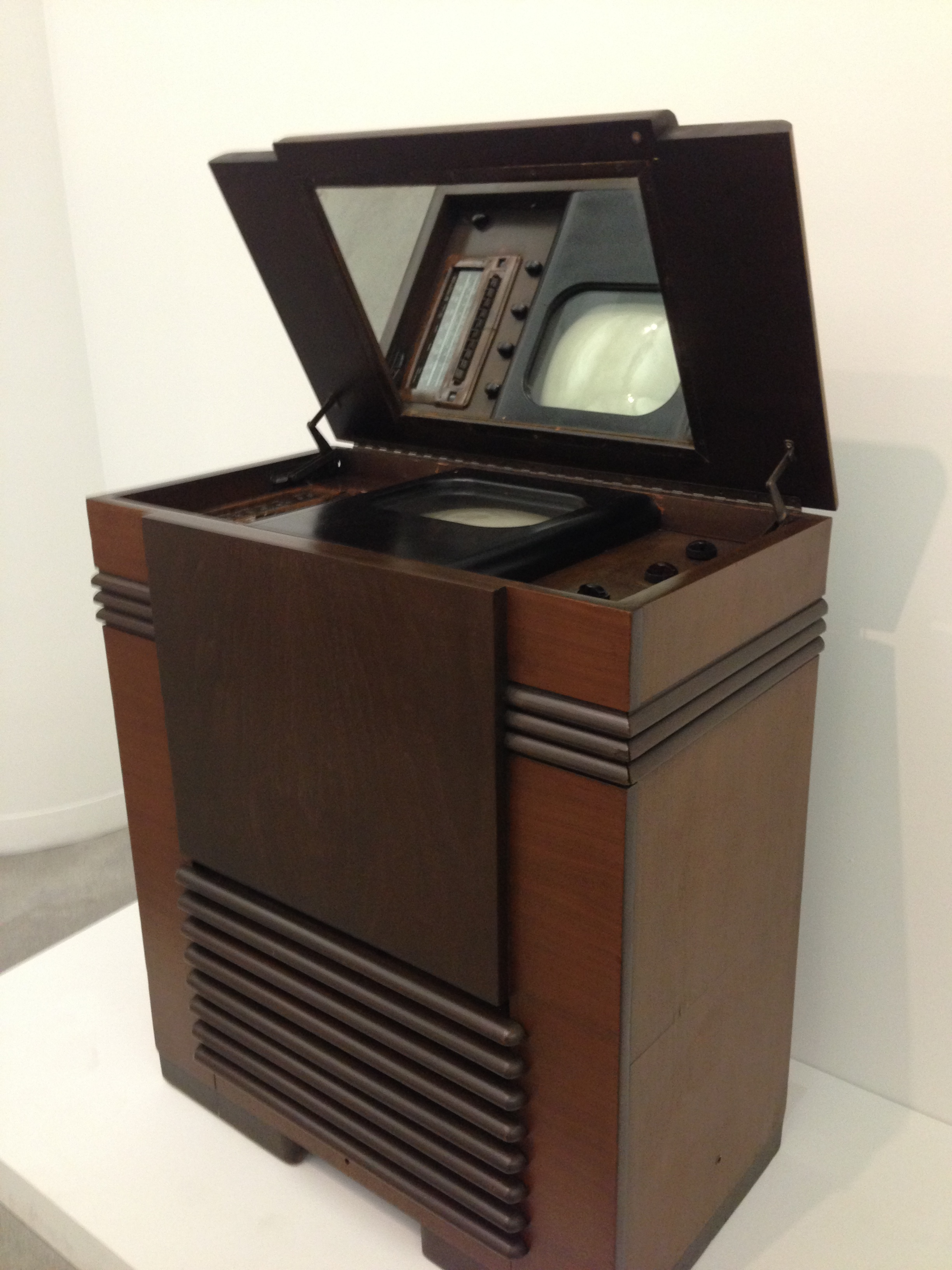
미국 최초의 상업용 TV 세트, RCA 빅터 TRK 12 (1939)
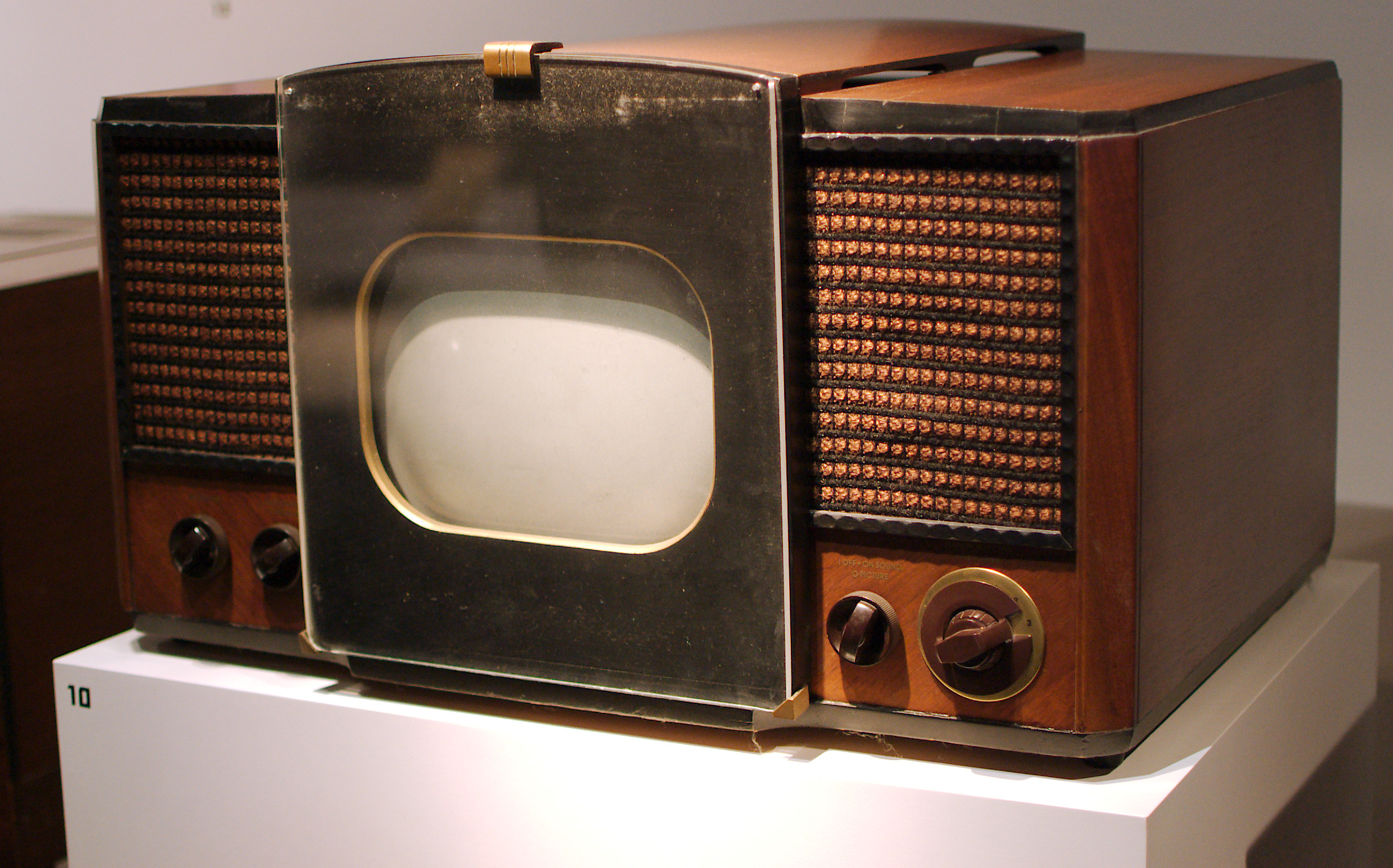
1946년에서 1947년에 판매된 최초의 대량 생산 텔레비전 세트, RCA 630-TS
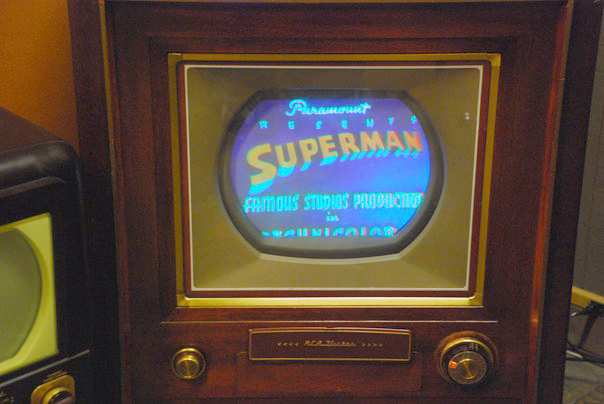
1954년 RCA CT-100 TV
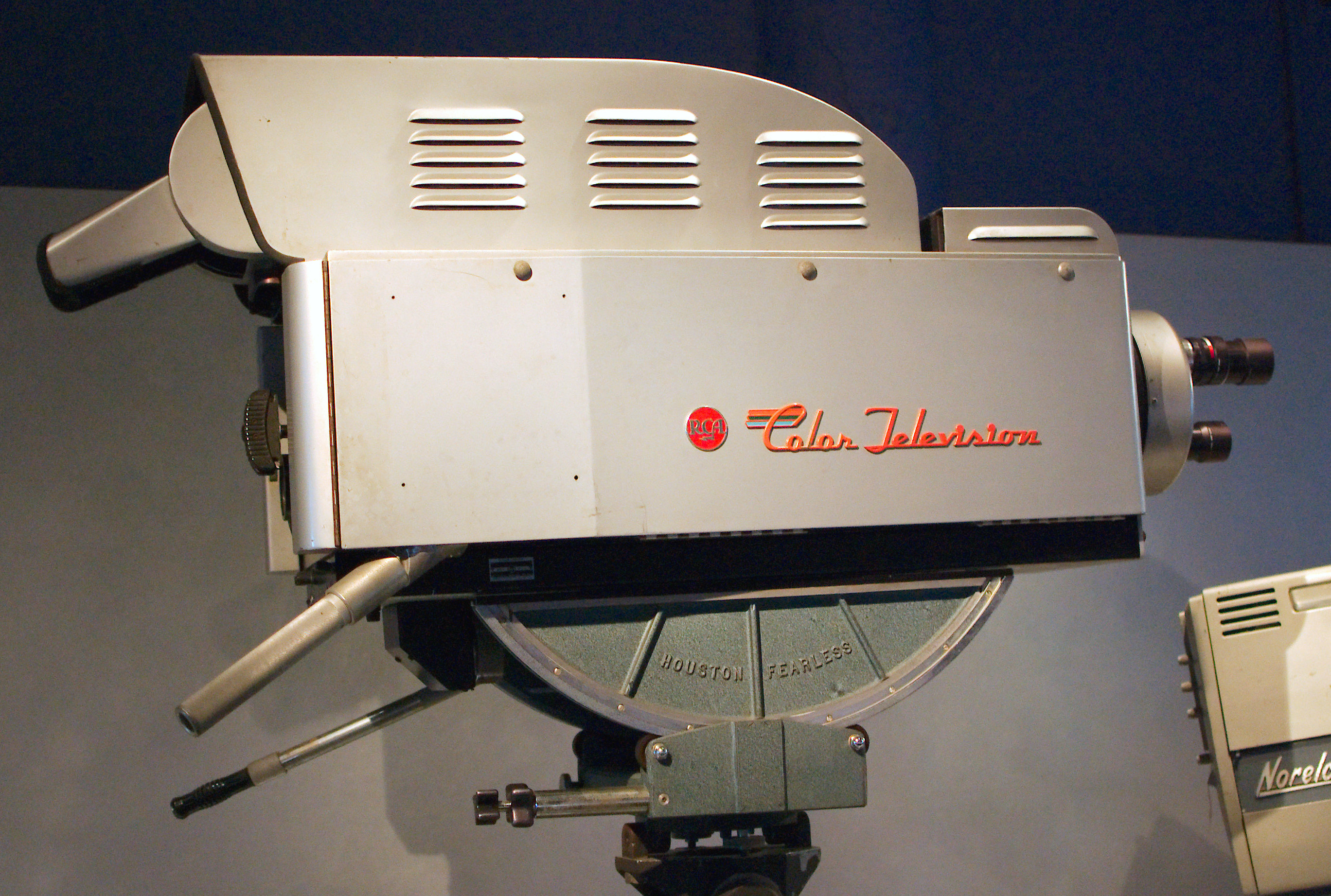
1954년 RCA TK-41C 돌리 장착 컬러 방송 카메라
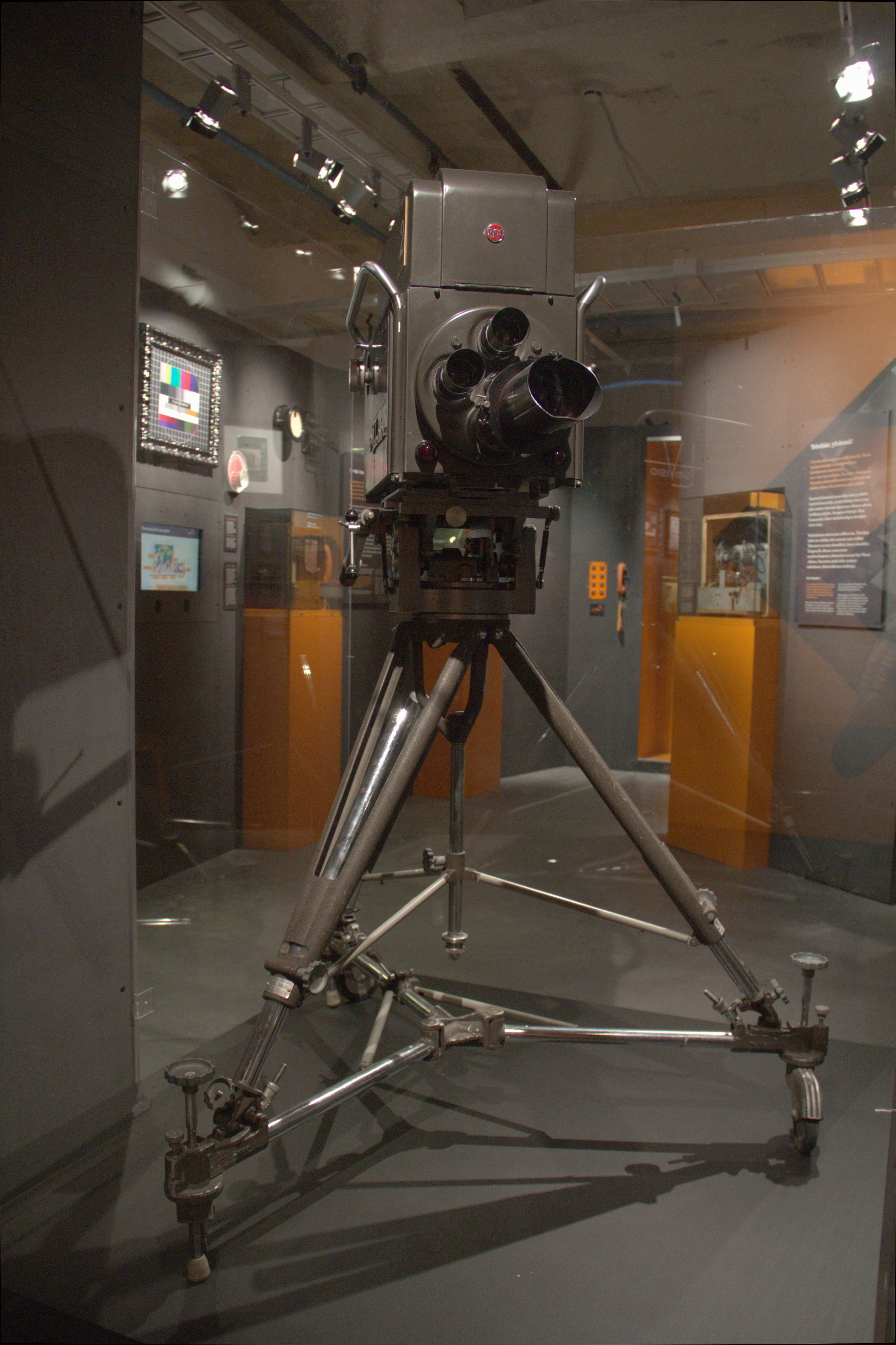
1954년 RCA TK-11/TK-31 텔레비전 카메라
1970년대 RCA 라디오트론 이미지 오르티콘 TV 카메라 튜브1970년대 RCA 라디오트론 이미지 오르티콘 TV 카메라 튜브
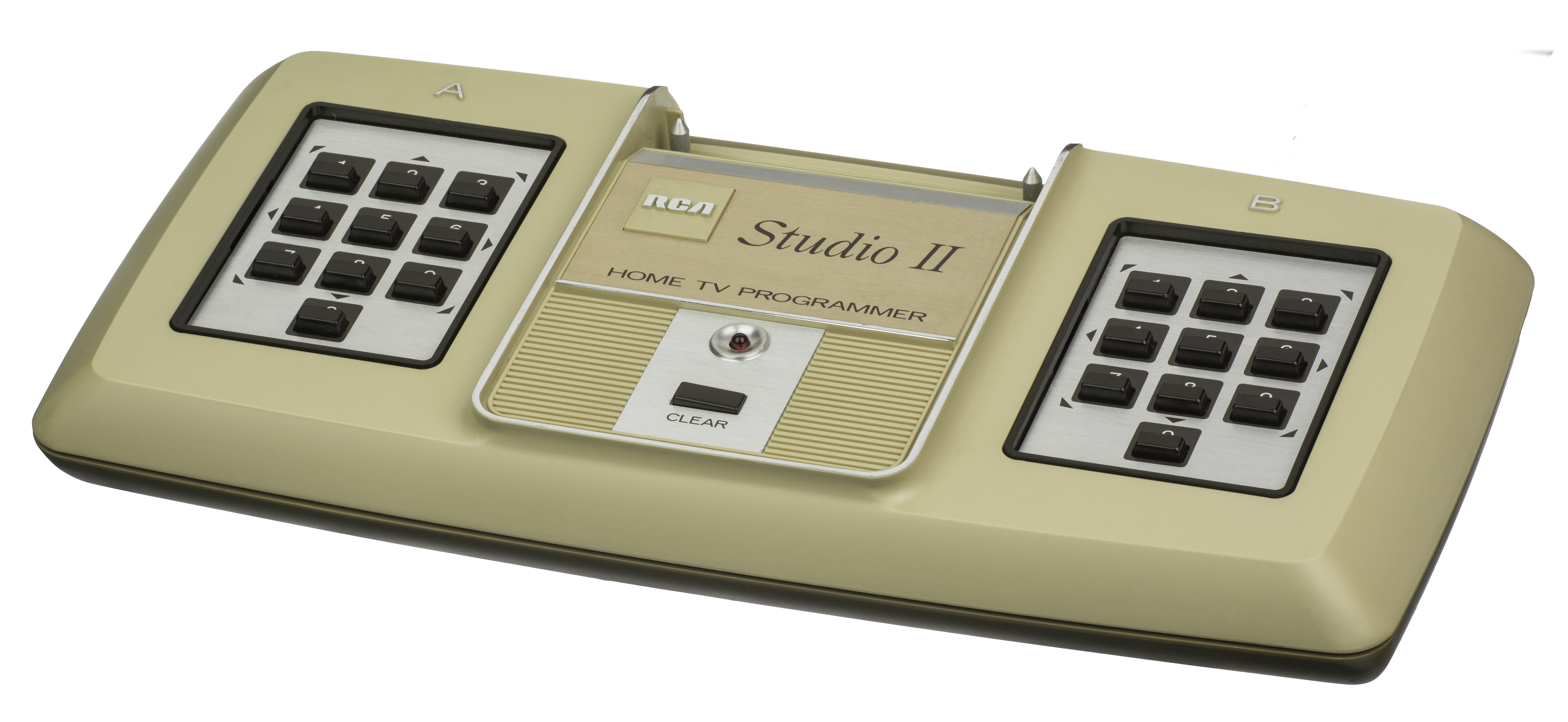
RCA 스튜디오 II 가정용 비디오 게임 콘솔 (1977)
CTC101 섀시를 사용하는 RCA 컬러트랙 TV 세트,  1980c.CTC101 섀시를 사용하는 RCA 컬러트랙 TV 세트,  1980c.
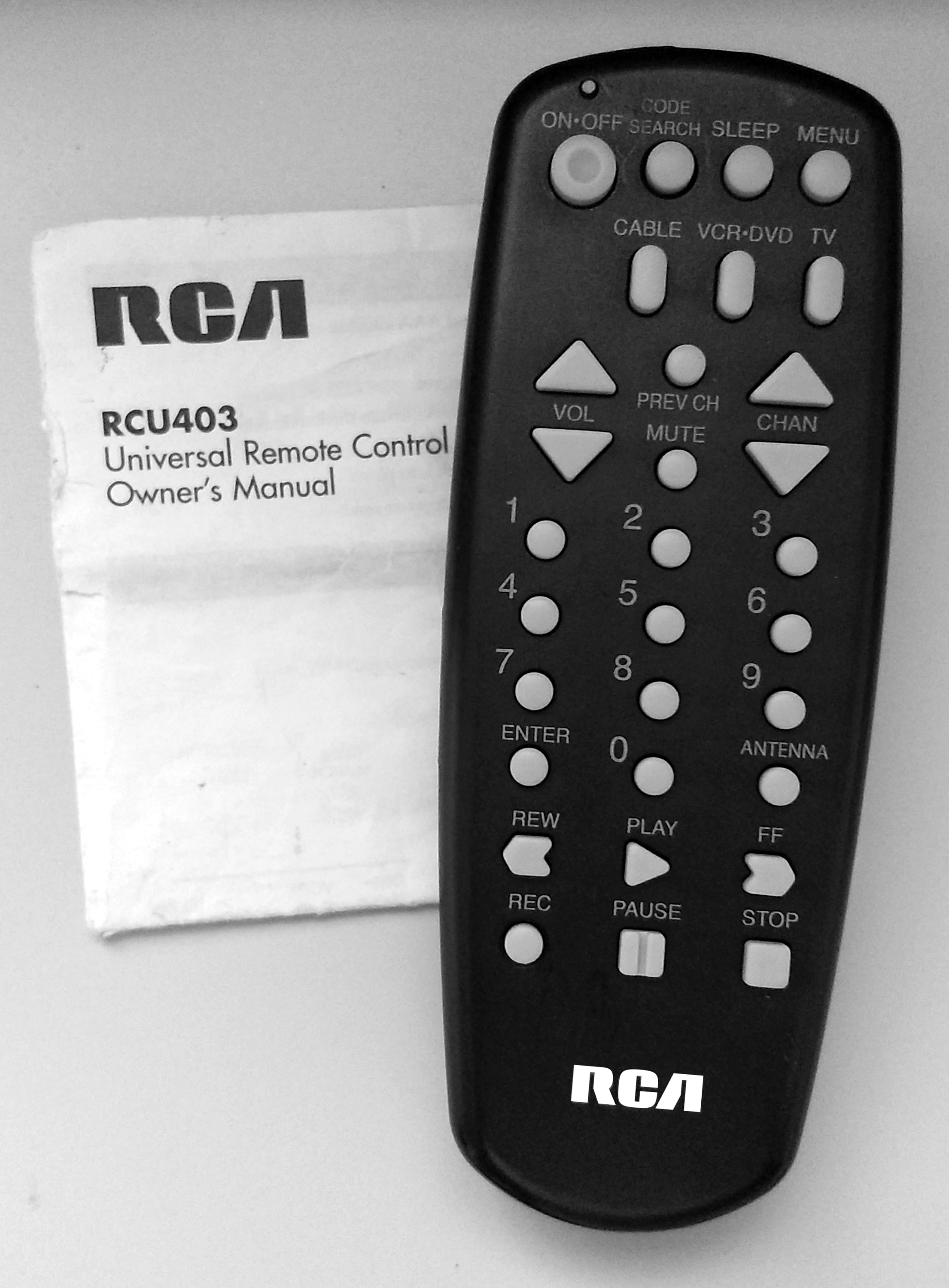
RCA 범용 리모컨 RCU403,  2002–2003c.
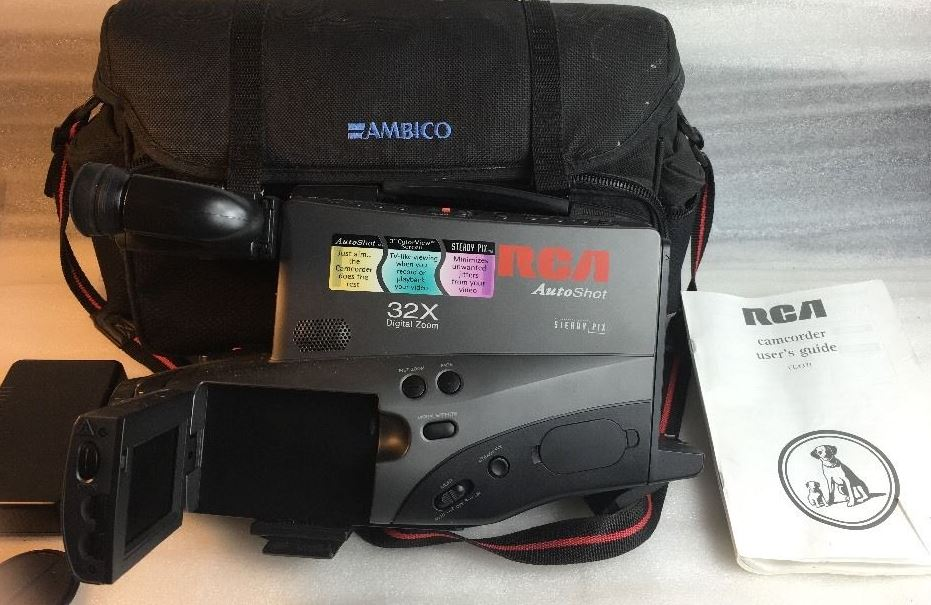
RCA 브랜드 오토샷 VHS 캠코더,  1998c.
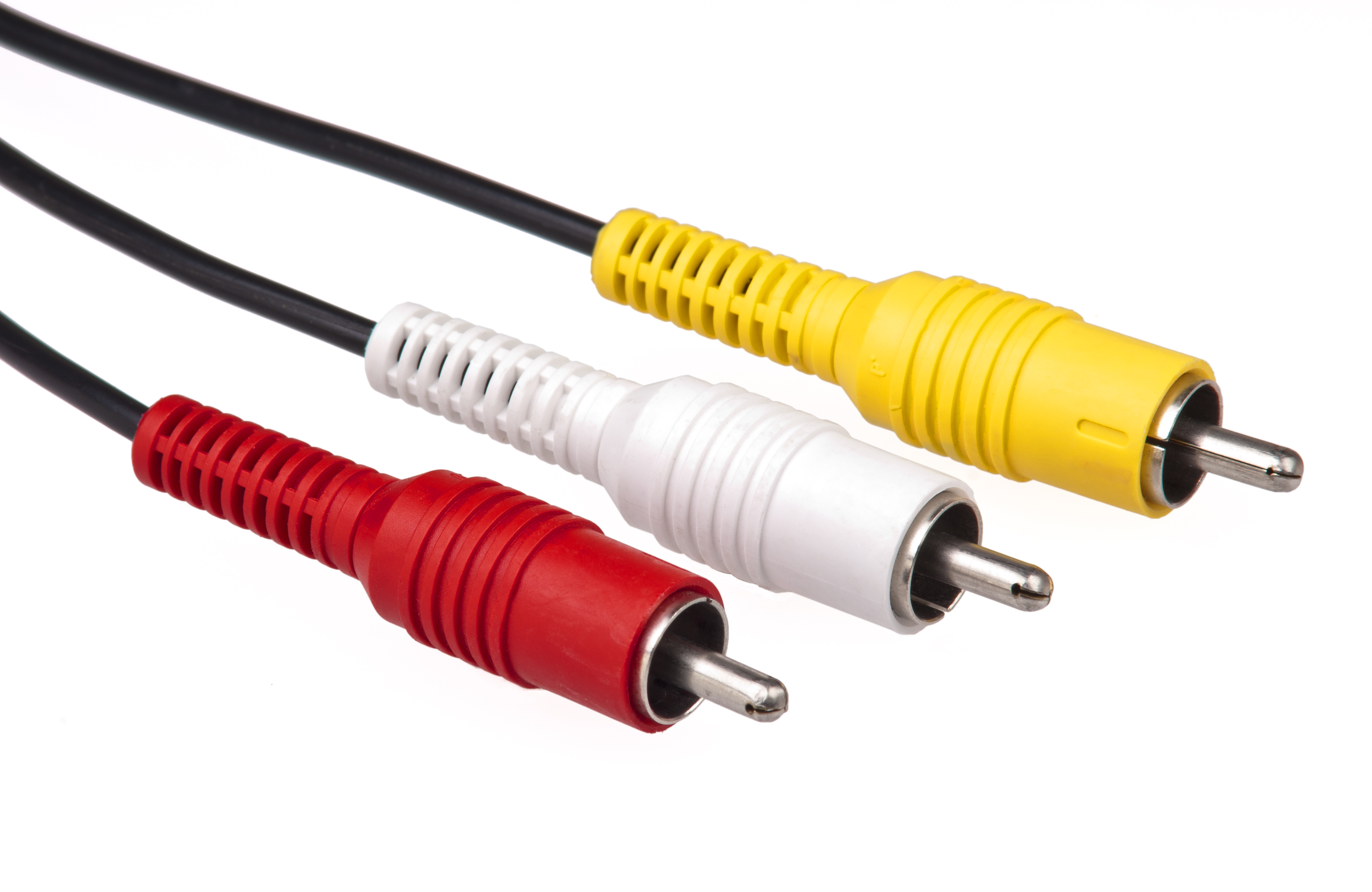
오디오 및 비디오용 RCA 단자
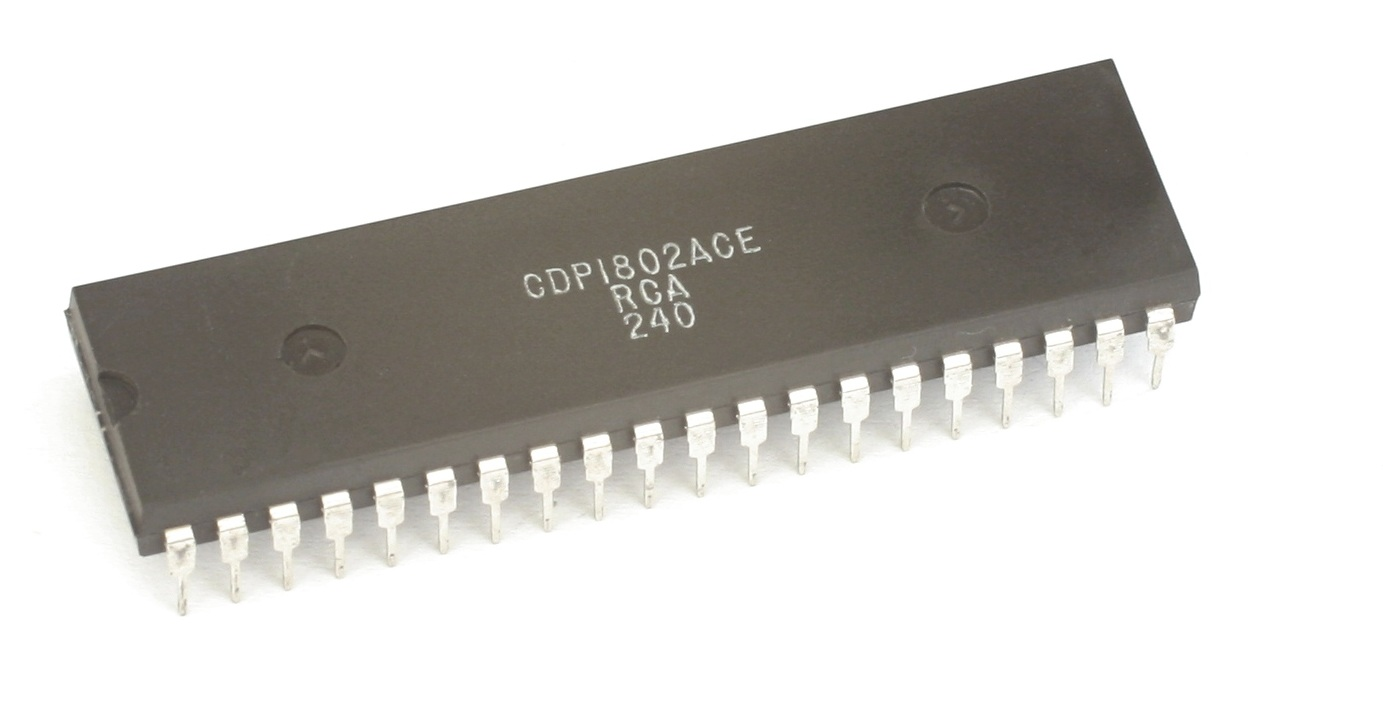
때때로 COSMAC으로 알려진 1976년의 8비트 CMOS 마이크로프로세서인 RCA 1802

## 같이 보기
- 에른스트 알렉산데르손
- HMV
- 빅터 토킹 머신 컴퍼니